# Liste der Biografien/Cos
Liste der Biografien |
Portal Biografien |
Personensuche
# |
A |
B |
C |
D |
E |
F |
G |
H |
I |
J |
K |
L |
M |
N |
O |
P |
Q |
R |
S |
T |
U |
V |
W |
X |
Y |
Z |
?
 
Ca |
Cb |
Cc |
Ce |
Ch |
Ci |
Cj |
Ck |
Cl |
Cm |
Cn |
Co |
Cr |
Cs |
Ct |
Cu |
Cv |
Cw |
Cy |
Cz
 
Coa–Cod |
Coe–Cok |
Col |
Com |
Con |
Coo–Coq |
Cor |
Cos |
Cot |
Cou |
Cov |
Cow |
Cox |
Coy |
Coz
Die Liste der Biografien führt alle Personen auf, die in der deutschsprachigen Wikipedia einen Artikel haben. Dieses ist eine Teilliste mit 744 Einträgen von Personen, deren Namen mit den Buchstaben „Cos“ beginnt.

## Cos
- Cos y Macho, José (1838–1919), spanischer Kardinal der römisch-katholischen Kirche und Erzbischof von Valladolid

### Cosa
- Coșa, Anton (* 1961), rumänischer Geistlicher, römisch-katholischer Bischof von Chișinău
- Cosa, Juan de la († 1510), spanischer Seefahrer, Kartograf und EntdeckerJuan de la Cosa († 1510)

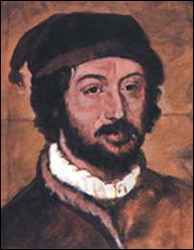
Juan de la Cosa († 1510)

- Cosac, George (* 1968), rumänischer Tennisspieler und Sportfunktionär
- Cosacchi, Stephan (1903–1986), deutsch-ungarischer Sprach- und Musikwissenschaftler sowie Komponist
- Cosack, Erhard (1941–2022), deutscher Archäologe
- Cosack, Hans-Josef (1891–1963), deutscher Jagdfunktionär und Gutsbesitzer
- Cosack, Harald (1880–1960), deutsch-baltischer Historiker, Übersetzer und Hochschullehrer
- Cosack, Josef (1801–1879), deutscher Industrieller
- Cosack, Karl Johann (1813–1868), deutscher evangelischer Pfarrer, Theologe und Professor für evangelische Theologie an der Universität Königsberg
- Cosack, Konrad (1855–1933), deutscher Rechtswissenschaftler, Professor der Rechte in Gießen, Freiburg, Bonn und München
- Cosack, Paul (1852–1913), deutscher Architekt und Baubeamter, Stadtbaumeister in Jena
- Cosandey, Christophore (1818–1882), Schweizer römisch-katholischer Geistlicher und Bischof von Lausanne
- Cosandey, Florian (1897–1982), Schweizer Botaniker
- Cosandey, Roland, Schweizer Filmhistoriker
- Coşar, Özcan (* 1981), deutscher Comedian, Kabarettist, Moderator und Schauspieler

### Cosb
- Coșbuc, George (1866–1918), rumänischer Schriftsteller, Übersetzer und Lehrer
- Cosby, Bill (* 1937), US-amerikanischer Komiker, Schauspieler, Sänger und BuchautorBill Cosby (* 1937)

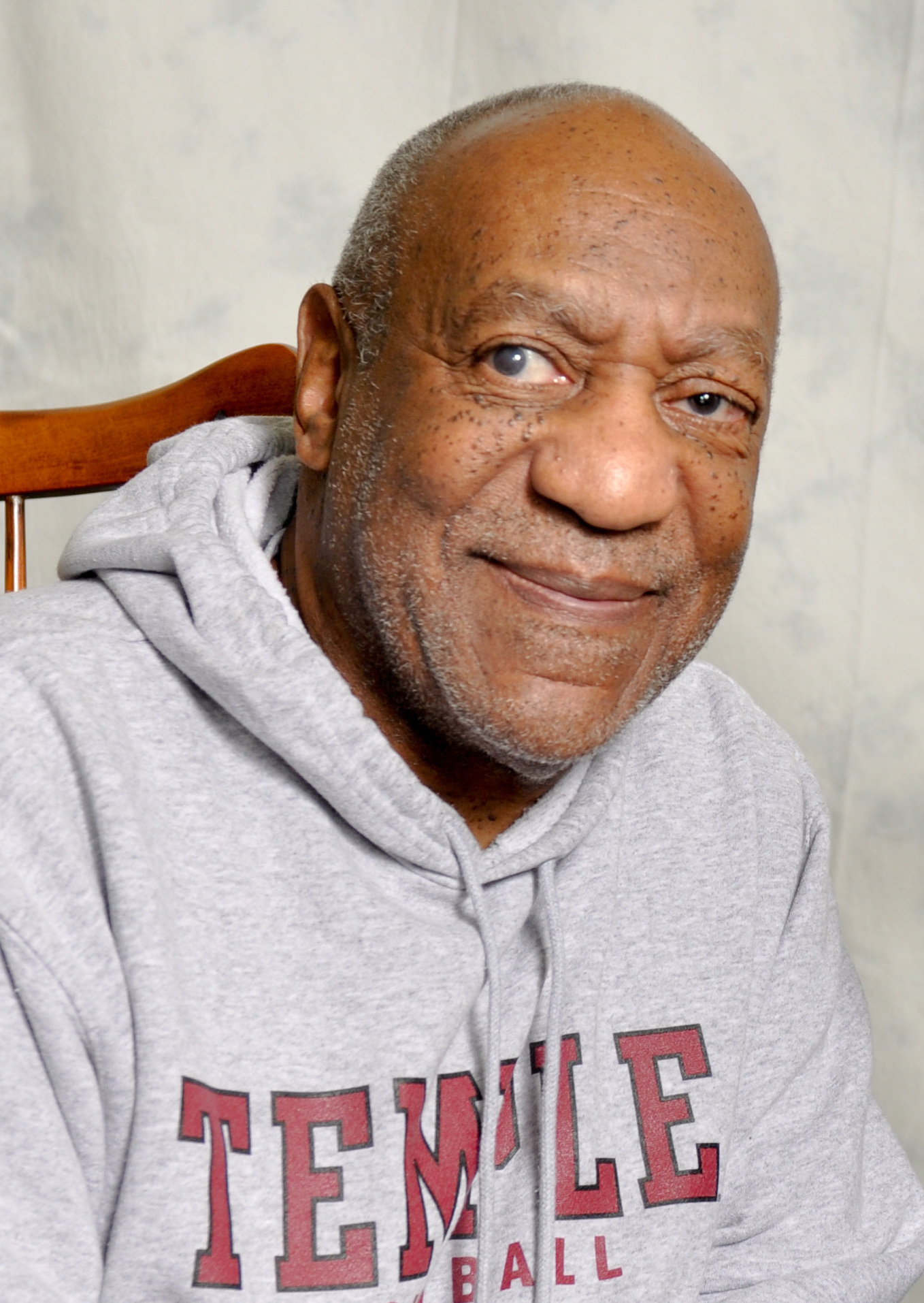
Bill Cosby (* 1937)

- Cosby, George Blake (1830–1909), General der Konföderierten im Amerikanischen Bürgerkrieg
- Cosby, Gerry (1909–1996), US-amerikanischer Eishockeytorwart
- Cosby, S. A., US-amerikanischer Schriftsteller
- Cosby, William (1690–1736), Gouverneur der britischen Kolonie New York

### Cosc
- Coscarelli, Don (* 1954), US-amerikanischer Regisseur, Drehbuchautor
- Coschell, Moritz (1872–1943), österreichischer Maler und Illustrator
- Coschwitz, Georg Daniel (1679–1729), deutscher Mediziner
- Coscia, Benedito Domingos Vito (1922–2008), US-amerikanischer Geistlicher, römisch-katholischer Bischof von Jataí, Brasilien
- Coscia, Gianni (* 1931), italienischer Jurist und Musiker
- Coscia, Niccolò (1682–1755), italienischer Geistlicher, Bischof und Kardinal der Römischen Kirche
- Coscioni, Luca (1967–2006), italienischer Politiker und Aktivist für die Freiheit der genetischen Forschung
- Coscojuela, Diego (* 1985), spanischer Eishockeyspieler
- Coscoran, Andrew (* 1996), irischer Leichtathlet
- Cosculluela (* 1980), puerto-ricanischer Musiker
- Cosculluela, Sofía (* 2004), spanische Siebenkämpferin

### Cosd
- Cosden, Jeremiah (1768–1824), US-amerikanischer Politiker

### Cose
- Coșea, Mircea (* 1942), rumänischer Politiker und MdEP für Rumänien
- Cosel, Carl von (1877–1952), deutschamerikanischer RadiologeCarl von Cosel (1877–1952)

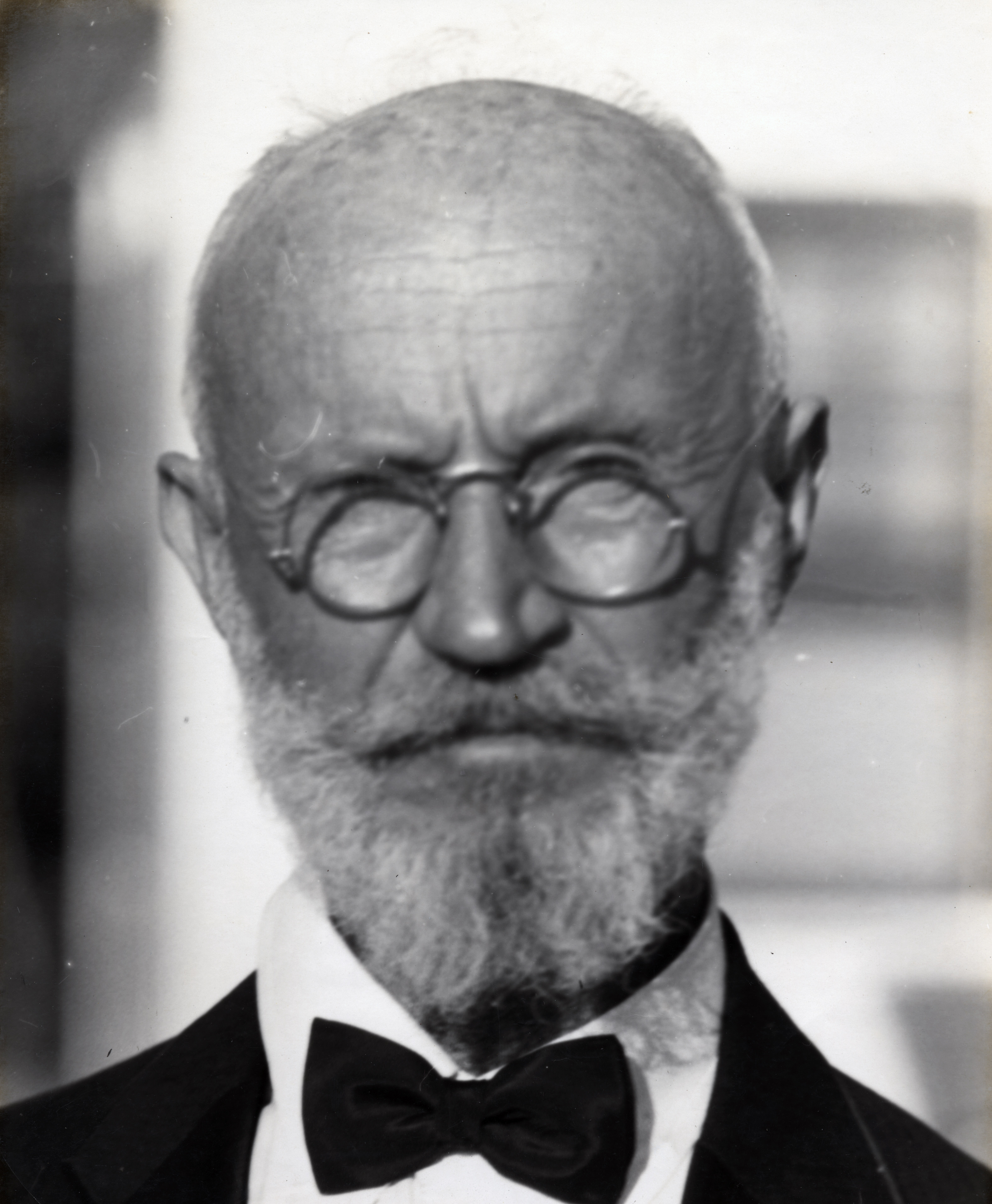
Carl von Cosel (1877–1952)

- Cosel, Charlotte von (1818–1904), deutsche Schriftstellerin
- Cosel, Constantia von (1680–1765), Mätresse Augusts des Starken
- Cosel, Dietrich Christoph Gotthold von (1752–1825), preußischer Generalmajor und zuletzt Kommandant von Graudenz
- Cosel, Friedrich August von (1712–1770), sächsischer General der Infanterie
- Cosel, Heinrich (1616–1657), böhmischer Rechtswissenschaftler
- Cosel, Johann Kaspar von (1666–1738), preußischer Generalleutnant und Chef des Dragonerregiments Nr. VI
- Cosel, Karl von (1789–1876), preußischer General der Kavallerie
- Cosel-Michel, Hildegund von (1908–2002), deutsche Künstlerin, Malerin, Wandmalerin, Illustratorin und Kunsterzieherin
- Cosell, Howard (1918–1995), US-amerikanischer Sportkommentator und Sportreporter
- Cosentini, William R. (1911–1954), US-amerikanischer Maschinenbauingenieur und Unternehmer
- Cosentino, Aldo (1947–2023), französischer Boxer
- Cosentino, Antonio (1919–1993), italienischer Segler
- Cosentino, Cristina (* 1997), argentinische Hockeyspielerin
- Cosentino, Nicola (* 1959), italienischer Politiker (Popolo della Libertà), Mitglied der Camera dei deputati
- Cosenz, Enrico (1820–1898), italienischer General und Politiker, Mitglied der Camera dei deputati
- Cosenz, Richard (1674–1735), englisch-russischer Schiffbauer
- Cosenza, Gennaro (1852–1930), italienischer Geistlicher
- Cosenza, Giuseppe (1788–1863), italienischer Geistlicher, Erzbischof von Capua und Kardinal
- Coser, George Lucas (* 1984), brasilianischer Fußballspieler
- Coser, Lewis (1913–2003), US-amerikanischer Soziologe
- Coser, Rose Laub (1916–1994), US-amerikanisch-deutsche Soziologin
- Coseriu, Eugenio (1921–2002), rumänischer Romanist und Allgemeiner SprachwissenschaftlerEugenio Coseriu (1921–2002)

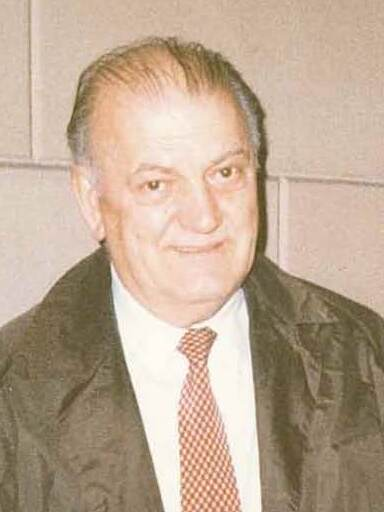
Eugenio Coseriu (1921–2002)

- Coseriu, Pablo (* 1958), uruguayisch-deutscher Jurist und Vorsitzender Richter am Bundessozialgericht
- Cosette, Schriftstellerin
- Cosey (* 1950), Schweizer Comic-Zeichner und Illustrator
- Cosey Fanni Tutti (* 1951), britische Musikerin und Künstlerin
- Cosey, Pete (1943–2012), US-amerikanischer Fusiongitarrist

### Cosg
- Cosgrave, Liam (1920–2017), irischer Politiker
- Cosgrave, Liam T. (* 1956), irischer Politiker (Fine Gael)
- Cosgrave, Michael Joe (1938–2022), irischer Politiker (Fine Gael)
- Cosgrave, Philip († 1923), irischer Politiker
- Cosgrave, William Thomas (1880–1965), irischer Politiker
- Cosgrove, Daniel (* 1970), US-amerikanischer Schauspieler
- Cosgrove, Jack (1902–1965), US-amerikanischer Spezialeffektkünstler
- Cosgrove, Jeff, US-amerikanischer Jazzmusiker (Schlagzeug)
- Cosgrove, John (1839–1925), US-amerikanischer Politiker
- Cosgrove, Kevin (1955–2001), amerikanischer Manager
- Cosgrove, Miranda (* 1993), US-amerikanische Schauspielerin und Pop-Rock-SängerinMiranda Cosgrove (* 1993)

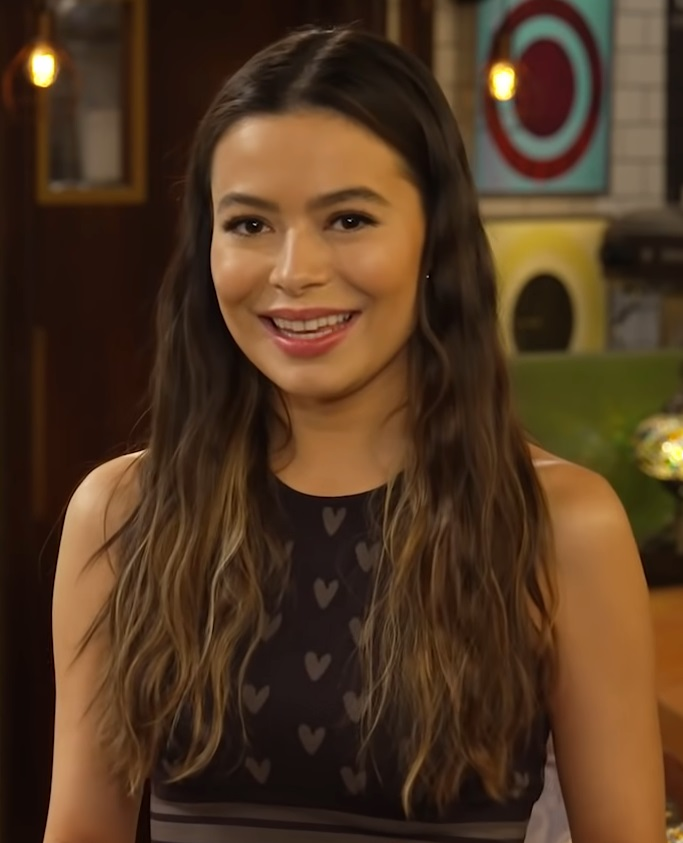
Miranda Cosgrove (* 1993)

- Cosgrove, Paul (* 1934), kanadischer Politiker
- Cosgrove, Peter (* 1947), australischer Offizier und Kanzler der Australian Catholic University
- Cosgrove, Robert (1884–1969), australischer Politiker
- Cosgrove, Sam (* 1996), englischer Fußballspieler
- Cosgrove, Samuel G. (1841–1909), US-amerikanischer Politiker
- Cosgrove, William Michael (1916–1992), US-amerikanischer Geistlicher und römisch-katholischer Bischof von Belleville
- Coşgül, Osman (1928–2001), türkischer Langstreckenläufer
- Cosgun, Denizcan (* 2002), österreichischer Fußballspieler

### Cosh
- Coshiva (* 1977), österreichische Musikerin und Sängerin

### Cosi
- Cosi, Liliana (* 1941), italienische Balletttänzerin und Primaballerina
- Ćosić, Amel (* 1989), luxemburgischer Fußballspieler
- Ćosić, Bora (* 1932), serbischer Schriftsteller
- Ćosić, Božidar (* 1982), serbischer Fußballspieler
- Ćosić, Dobrica (1921–2014), serbischer Schriftsteller; Präsident der Bundesrepublik Jugoslawien (1992–1993)Dobrica Ćosić (1921–2014)

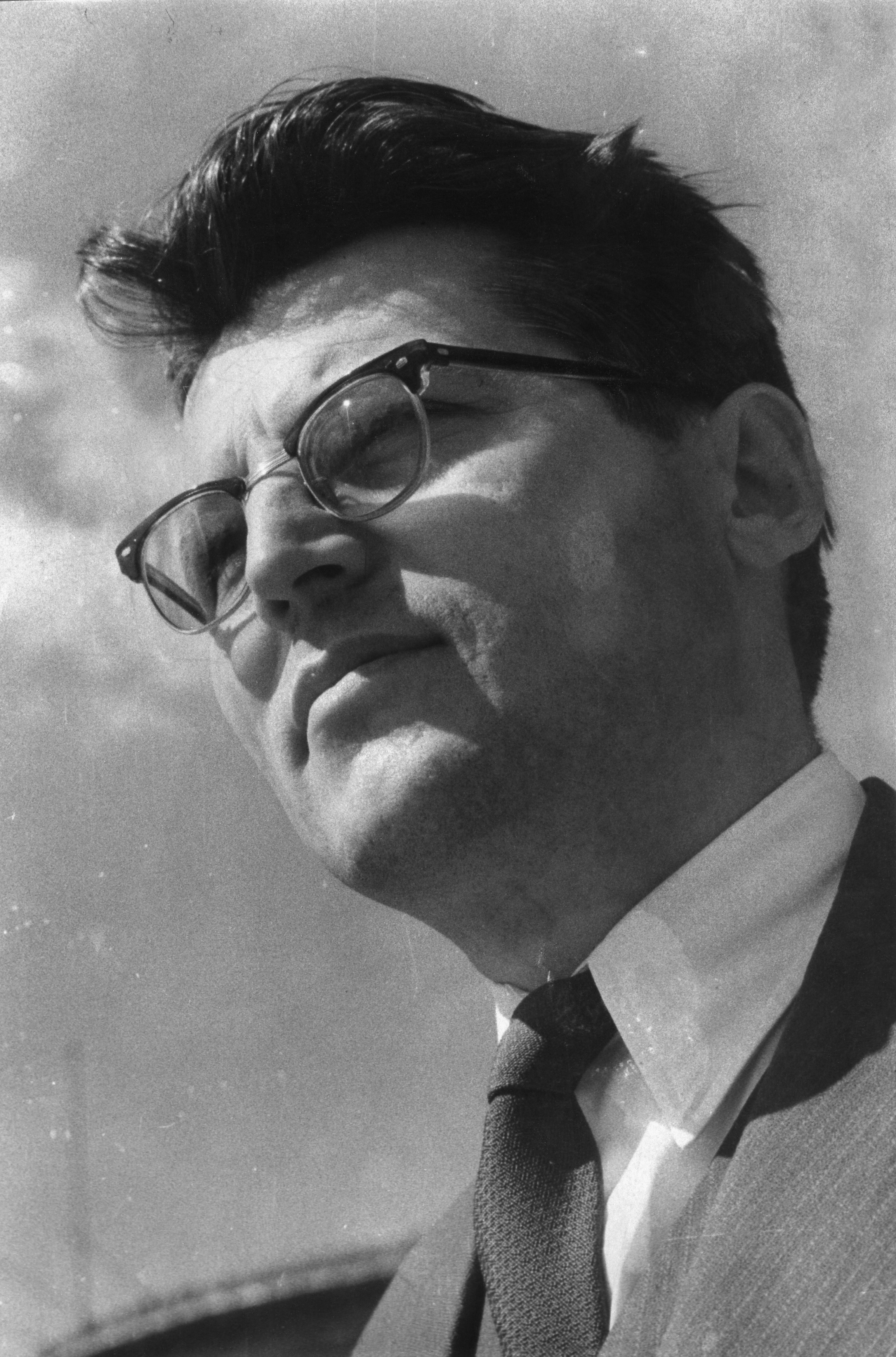
Dobrica Ćosić (1921–2014)

- Ćosić, Ivan (* 1989), kroatischer Fußballspieler
- Ćosić, Krešimir (1948–1995), jugoslawischer Basketballspieler
- Ćosić, Miro (* 1983), bosnisch-herzegowinischer Biathlet
- Ćosić, Zoran (* 1963), jugoslawischer Biathlet und bosnisch-herzegowinischer Biathlontrainer
- Cosier, Richard A. (* 1947), US-amerikanischer Wirtschaftswissenschaftler und Hochschullehrer
- Cosijn, Pieter Jacob (1840–1899), niederländischer Literaturwissenschaftler und Philologe
- Cosima, Cynthia (* 1995), deutsche Schauspielerin
- Cosimi, Enzo (* 1958), italienischer Choreograf und Tänzer
- Cosimi, Nicola (1667–1717), italienischer Violinist und Komponist des Barock
- Cosimo, Piero di, italienischer Maler
- Cosinius Felix, Publius, römischer Suffektkonsul
- Cosío Durán, Luis Manuel (* 1953), mexikanischer Botschafter
- Cosío, Guillermo (* 1958), mexikanischer Fußballspieler und -trainer
- Cosío, Joaquín (* 1962), mexikanischer SchauspielerJoaquín Cosío (* 1962)

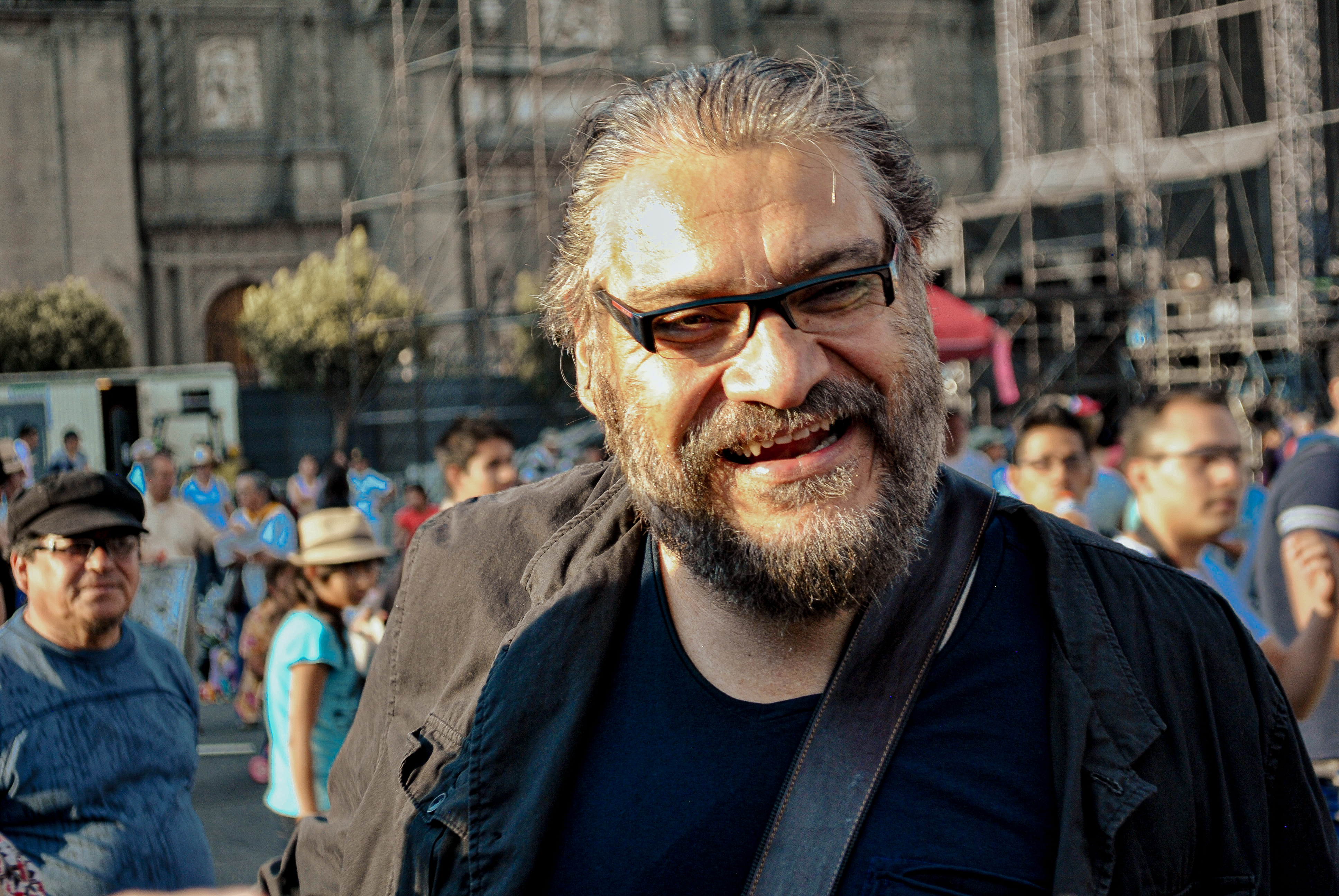
Joaquín Cosío (* 1962)

- Cosío, Joaquín de (* 1789), nicaraguanischer Politiker und 1839 „Director Supremo“ des Landes
- Cosio, Pedro (1873–1943), uruguayischer Politiker, Diplomat und Volkswirt
- Cosio, Valentín, uruguayischer Politiker

### Cosk
- Coşkun, Ali (* 1939), türkischer Politiker
- Coşkun, Altay (* 1970), deutscher Althistoriker
- Coşkun, Barış (* 1984), türkischer Eishockeyspieler
- Coşkun, Can (* 1998), türkisch-deutscher FußballspielerCan Coşkun (* 1998)

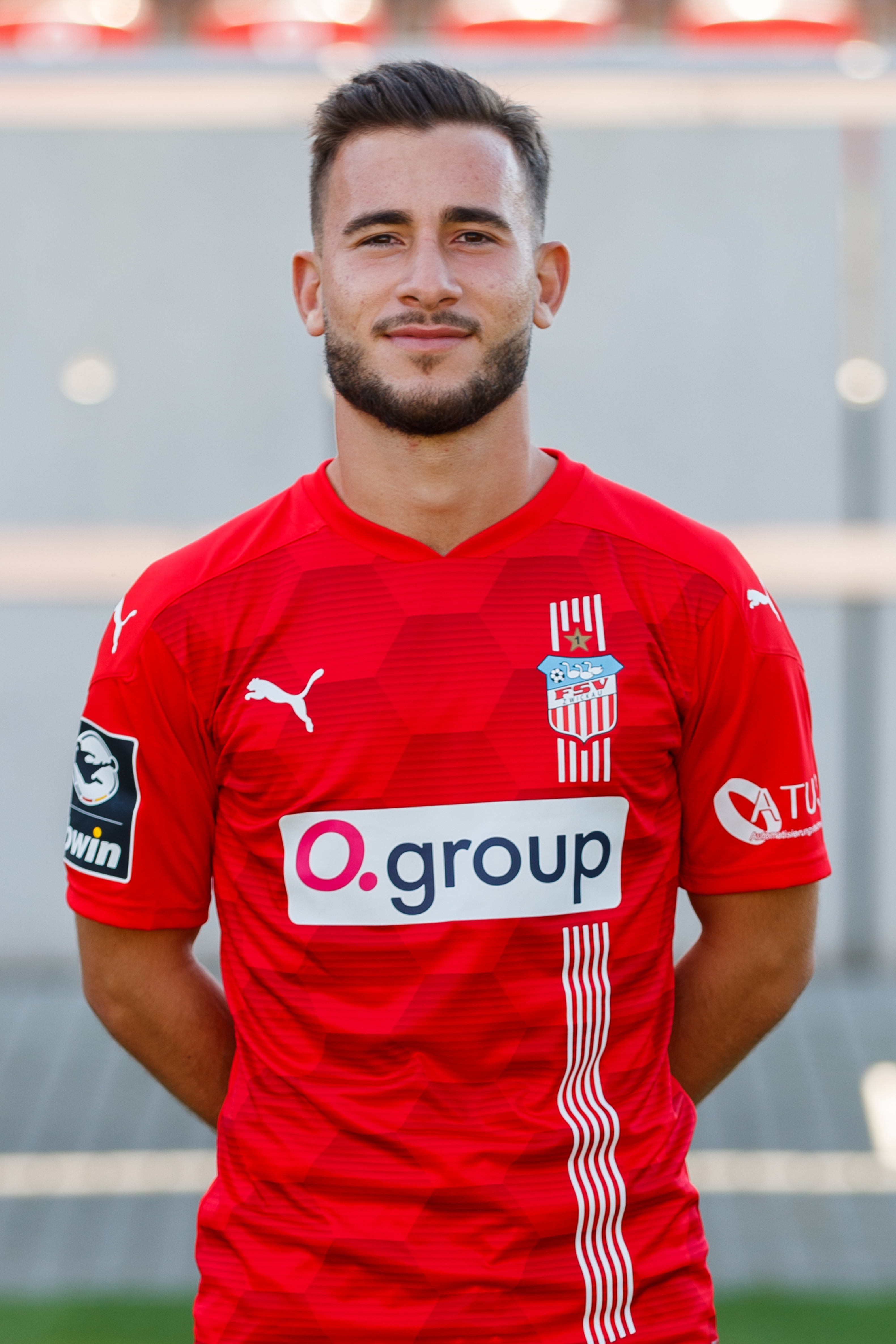
Can Coşkun (* 1998)

- Coşkun, Cengiz (* 1982), türkisches Model und Schauspieler
- Coşkun, Emre Can (* 1994), türkischer Fußballspieler
- Coşkun, Erdoğan (* 1983), türkischer Eishockeyspieler
- Coşkun, İbrahim (* 1955), türkischer Künstler
- Coşkun, İbrahim Ferdi (* 1987), türkischer Fußballspieler
- Coşkun, Murat (* 1972), deutscher Musikwissenschaftler und Perkussionist
- Coşkun, Mustafa İlker (* 1979), türkischer Fußballschiedsrichter
- Coşkun, Olgay (* 1984), türkischer Fußballspieler
- Coşkun, Osman (* 1972), türkischer Fußballspieler
- Coşkun, Servet (* 1990), türkischer Ringer
- Coşkun, Sezgin (* 1984), türkischer Fußballspieler
- Coskun, Sozan (* 1996), deutsche Comic-Künstlerin
- Coşkun, Su Burcu Yazgı (* 2005), türkische Schauspielerin
- Coşkunsu, Ceyhan (* 2002), türkische Handball- und Beachhandballspielerin

### Cosl
- Coslett, Norman (1909–1987), britischer Offizier der Luftstreitkräfte des Vereinigten Königreichs
- Coslow, Sam (1902–1982), US-amerikanischer Songwriter, Komponist und Filmproduzent

### Cosm
- Cosma (1979–2003), israelischer Musiker
- Cosma, Adrian (1950–1996), rumänischer Handballspieler
- Cosma, Alice Kandalft, syrische Frauenrechtlerin und Diplomatin
- Cosma, Ion (* 1923), rumänischer Politiker (PCR), Minister, Bürgermeister von Bukarest und Botschafter
- Cosma, Ion (1937–1997), rumänischer Radrennfahrer
- Cosma, Octavian Lazăr (* 1933), rumänischer Musikwissenschaftler
- Cosma, Teodor (1910–2011), rumänischer Pianist, Arrangeur und Dirigent
- Cosma, Viorel (1923–2017), rumänischer Musikwissenschaftler und -pädagoge
- Cosma, Vladimir (* 1940), rumänischer FilmkomponistVladimir Cosma (* 1940)

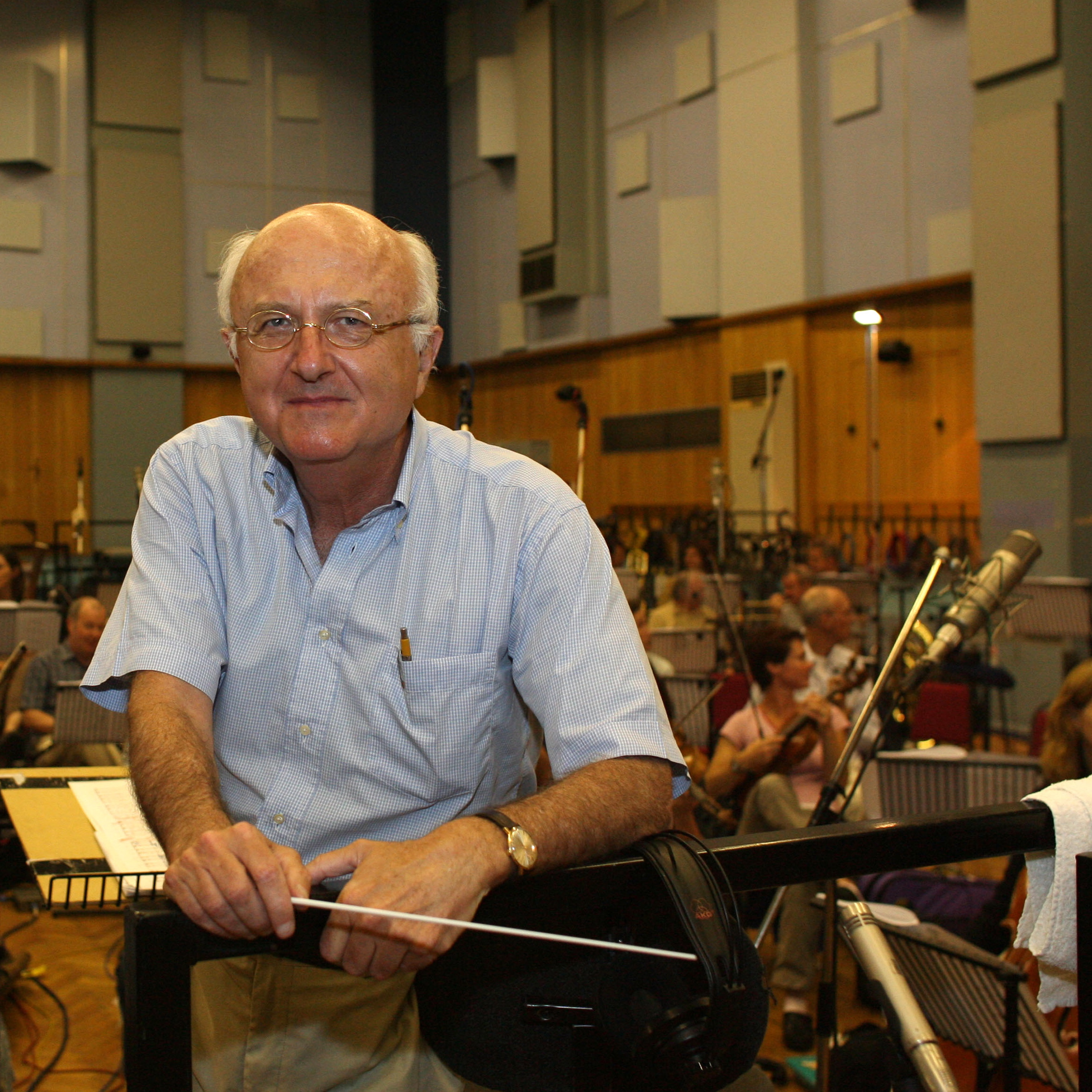
Vladimir Cosma (* 1940)

- Cosmao-Kerjulien, Julien Marie (1761–1825), französischer Admiral
- Cosmar, Alexander (1805–1842), deutscher Schriftsteller, Herausgeber und Verleger des Biedermeier
- Cosmar, Immanuel Karl Wilhelm (1763–1844), evangelischer Prediger, Konsistorialrat, Journalist, Redakteur und Schriftsteller
- Cosmar, Julius (1820–1899), Gutsbesitzer und Wohltäter der thüringischen Stadt Gotha
- Cosmas († 303), Heiliger; Syrischer Märtyrer, Zwillingsbruder des Heiligen Damian
- Cosmas († 1098), Bischof von Prag
- Cosmas von Maiuma († 751), Bischof von Maiuma (Gaza-Streifen)
- Cosmas von Prag († 1125), böhmischer Chronist des Mittelalters
- Cosmat, Jean (1910–2010), französischer Ruderer
- Cosmatos, George Pan (1941–2005), griechischer Filmregisseur
- Cosmatos, Panos (* 1974), kanadischer Filmregisseur, Drehbuchautor und Produzent
- Cosme, Andrea (* 2001), mexikanische Handballspielerin
- Cosme, Gilbert (* 1975), puerto-ricanischer WrestlerGilbert Cosme (* 1975)

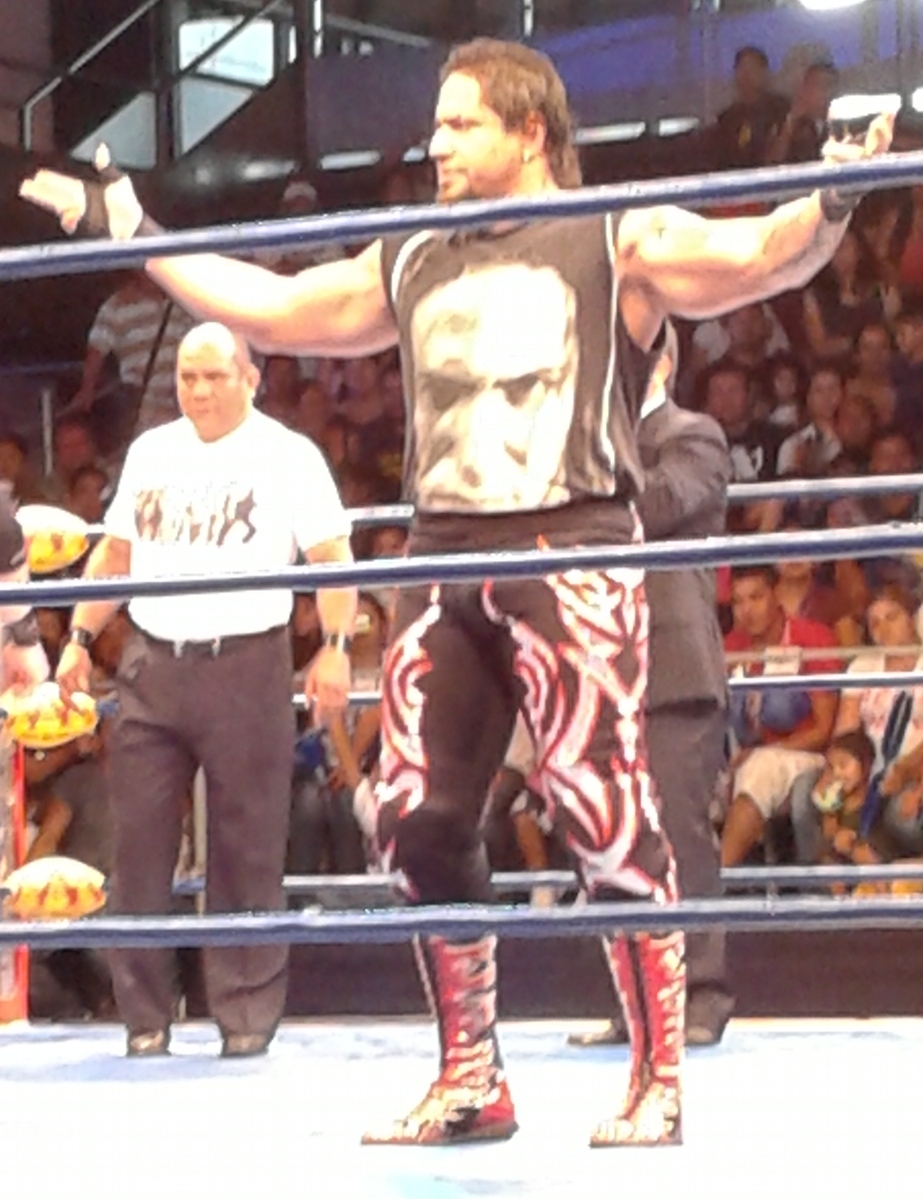
Gilbert Cosme (* 1975)

- Cosmi, Samuel (* 1999), US-amerikanischer American-Football-Spieler
- Cosmi, Serse (* 1958), italienischer Fußballtrainer
- Cosmides, Leda (* 1957), amerikanische Psychologin
- Cosmo (* 1982), italienischer Musiker
- Cosmo, Cris (* 1978), deutscher Musiker
- Cosmo, James (* 1948), britischer SchauspielerJames Cosmo (* 1948)

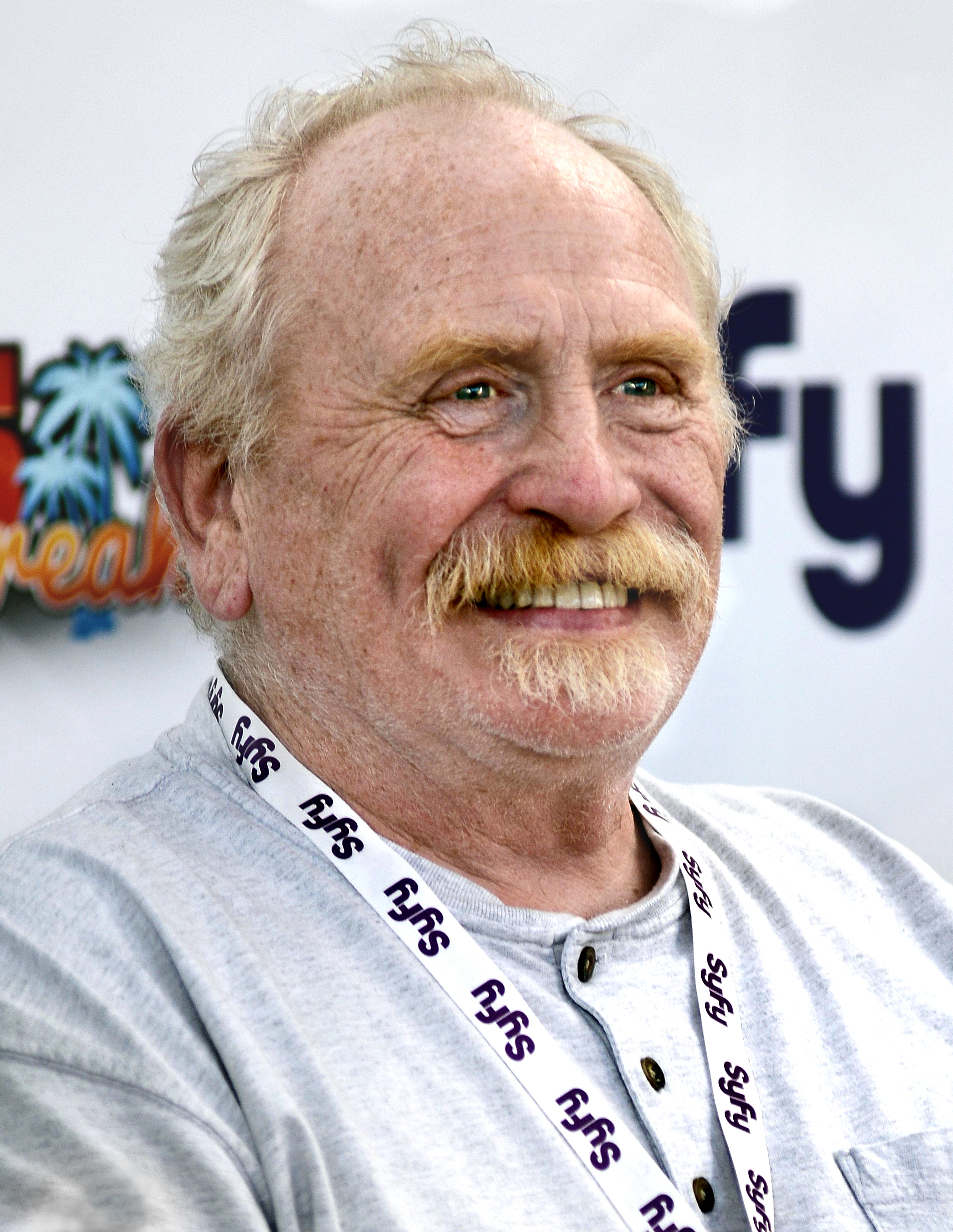
James Cosmo (* 1948)

### Cosn
- Cosnac, Bettina de (* 1960), deutsch-französische Journalistin und Autorin
- Cosnard, Alexandre (* 1802), französischer Schriftsteller und Verwaltungsbeamter
- Cosne, Francis (1916–1984), schweizerischstämmiger Filmproduzent und Filmfunktionär in Frankreich
- Cosnefroy, Benoît (* 1995), französischer Radrennfahrer
- Cosnett, Rick (* 1983), australischer Schauspieler
- Cosnier, Charlie (* 1980), französischer Snowboarder

### Coso
- Coso, Carlos del (* 1933), spanischer Hockeyspieler

### Cosp
- Cospedal García, María Dolores de (* 1965), spanische Politikerin
- Cospito, Alfredo (* 1967), italienischer Anarchist
- Cospito, Mario (* 1959), italienischer Diplomat

### Cosq
- Cosquer, Henri (* 1950), französischer Tiefseetaucher und Tauchsportler

### Coss
- Coss (* 1987), deutscher Musiker und Musikproduzent
- Coss, Jerôme Philippe (* 1975), kap-verdischer Skirennläufer
- Coss, Roxy, US-amerikanische Jazzmusikerin (Saxophone, Flöte, Bassklarinette, Komposition)
- Cossa (* 1964), brasilianischer Fußballtorhüter und -trainer
- Cossa, Alfonso (1833–1902), italienischer Chemiker
- Cossa, Francesco del († 1477), italienischer Maler
- Cossa, Luigi (1831–1896), italienischer Nationalökonom
- Cossa, Roberto (1934–2024), argentinischer Schriftsteller, Dramatiker und Journalist
- Cossaar, Jacobus Cornelis Wijnandus (1874–1966), niederländischer Aquarellist, Architekturmaler und Zeichner
- Cossaeus, Sophie (1893–1965), deutsche Schauspielerin
- Cossali, Grazio (1563–1629), italienischer Maler
- Cossali, Pietro (1748–1815), italienischer Mathematikhistoriker
- Cossalter, Philippe (* 1975), französischer Jurist und Hochschullehrer
- Cossardt, Jörg (* 1935), deutscher Schauspieler und Synchronsprecher
- Cossart, Edgar von, deutscher Drehbuchautor
- Cossart, Ernest (1876–1951), britischer Schauspieler
- Cossart, Pascale (* 1948), französische Mikrobiologin
- Coßbau, Steffen (* 1988), deutscher Handballspieler
- Cossé, Artus de, comte de Secondigny (1512–1582), Marschall von Frankreich
- Cossé, Charles I. de, comte de Brissac (1505–1563), französischer General und Diplomat, Marschall von Frankreich
- Cossé, Charles II. de, duc de Brissac (1550–1621), französischer General und Marschall von Frankreich
- Cosse, Emmanuelle (* 1974), französische Politikerin
- Coße, Jürgen (* 1969), deutscher Politiker (SPD), MdBJürgen Coße (* 1969)

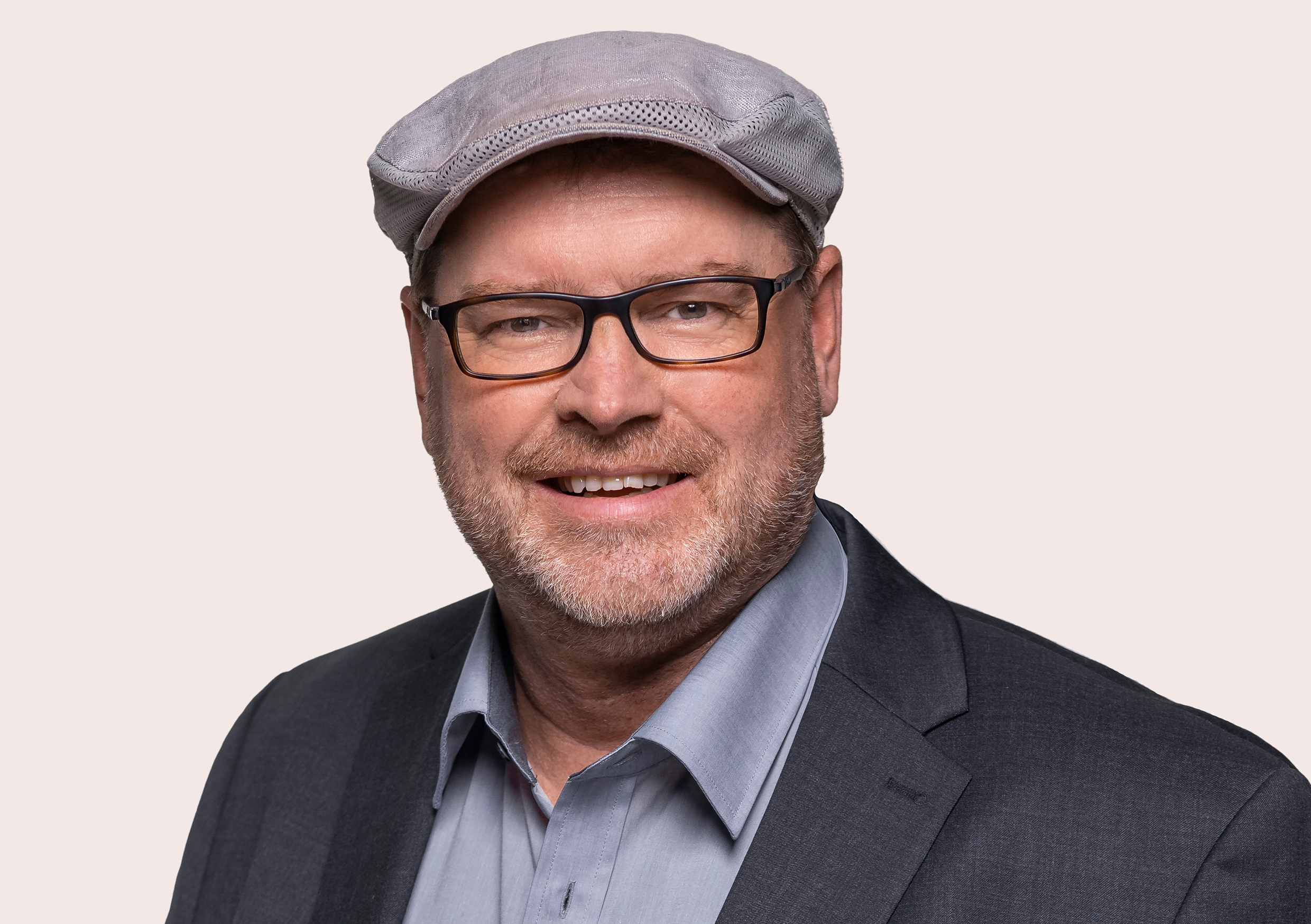
Jürgen Coße (* 1969)

- Cossé, Louis Hercule Timoléon de (1734–1792), französischer Adliger und Militär, Gouverneur von Paris
- Cosse, Villanueva (* 1933), uruguayischer Schauspieler, Theaterregisseur und Schriftsteller
- Cossel, Hans von (1886–1975), deutscher Jurist, Bankdirektor, Diakonie-Funktionär, Johanniter und Rotarier
- Cossel, Johann Detloff von (1805–1891), deutscher Verwaltungsjurist in dänischen Diensten und letzter dänischer Amtmann in Ratzeburg
- Cossel, Maximilian von (1893–1967), deutscher Fliegeroffizier
- Cossel, Otto von (1845–1915), preußischer Landrat
- Cossel, Otto von (1883–1967), deutscher Genealoge und Autor
- Cossel, Paschen von (1714–1805), deutscher Rechtsanwalt, Domherr des Hamburger Domkapitels, Gutsherr der holsteinischen Güter Jersbek und Stegen
- Cossemyns, Pierre (1930–2001), belgischer Boxer
- Cossen, Florian (* 1979), deutscher Filmregisseur und Drehbuchautor
- Cosser, Christopher (* 2000), südafrikanischer Sportkletterer
- Cosserat, Eugène (1866–1931), französischer Mathematiker und Astronom
- Cosserat, François (1852–1914), französischer Bauingenieur
- Cossery, Albert (1913–2008), ägyptischer Schriftsteller französischer Sprache
- Cosset, François († 1673), französischer Komponist
- Cossette, Pierre (1923–2009), kanadischer Fernseh- und Broadwayproduzent
- Cossette, Stéphane, kanadischer Bahn- und Straßenradrennfahrer
- Cossey, Caroline (* 1954), britisches transsexuelles Model, Schauspielerin und Tänzerin
- Cossiau, Jan Joost van, flandrischer Maler, Zeichner und Kunstagent
- Cossiers, Jan (1600–1671), flämischer Maler
- Cossiga, Francesco (1928–2010), italienischer Politiker, Staatspräsident Italiens (1985–1992)Francesco Cossiga (1928–2010)

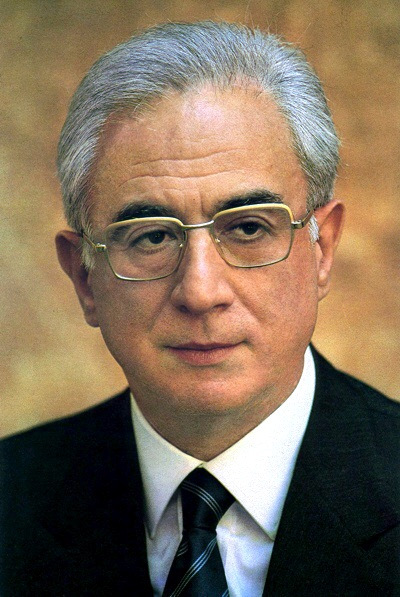
Francesco Cossiga (1928–2010)

- Cossini, Vintilă (1913–2000), rumänischer Fußballspieler
- Cossins, Daniel (* 1984), britischer Leichtathlet
- Cossins, James (1933–1997), britischer Schauspieler
- Cossio, Guillermina (* 2000), argentinische Sprinterin
- Cossio, Nelson (* 1966), chilenischer Fußballspieler
- Cossio, Víctor Manuel (* 1965), mexikanischer Fußballspieler
- Cosslett, Vernon Ellis (1908–1990), britischer Physiker
- Cossmann, Alfred (1870–1951), österreichischer Kupferstecher und Gebrauchsgraphiker
- Cossmann, Bernhard (1822–1910), deutscher Cellist
- Coßmann, Heinrich (1889–1949), deutscher Politiker (DDP/DStP, SPD) und Verwaltungsjurist
- Coßmann, Hermann (1874–1945), deutscher Jurist und Ministerialbeamter
- Cossmann, Hermann Moritz (1821–1890), deutscher Maler und Radierer
- Cossmann, Maurice (1850–1924), französischer Malakologe und Paläontologe
- Cossmann, Paul Nikolaus (1869–1942), deutscher Journalist und Kulturphilosoph
- Cosso, Pierre (* 1961), französischer Schauspieler algerischer Herkunft
- Cosson, Ernest Saint-Charles (1819–1889), französischer Botaniker
- Cosson, Victor (1915–2009), französischer Radrennfahrer
- Cossonay, Aymon de († 1375), Bischof von Lausanne
- Cossonay, Jean de († 1273), Bischof von Lausanne
- Cossonius Gallus, Lucius, römischer Suffektkonsul 116
- Cossotto, Fiorenza (* 1935), italienische Opernsängerin (Mezzosopran)
- Cossou, Lucien (* 1936), französischer Fußballspieler
- Cossoul, Guilherme (1828–1880), portugiesischer Komponist
- Cossu, Andrea (* 1980), italienischer Fußballspieler
- Cossù, Cristian (* 1992), uruguayischer Fußballspieler
- Cossu, Riccardo (* 1982), italienischer Fußballspieler
- Cossutia, erste Verlobte von Gaius Iulius Caesar
- Cossutianus Capito, römischer Politiker
- Cossutta, Armando (1926–2015), italienischer Politiker, MdEP
- Cossy, Hans (1911–1972), deutscher Schauspieler und Synchronsprecher
- Cossy, Robert (1861–1920), Schweizer Politiker (FDP)

### Cost

#### Costa

##### Costa A
- Costa Alegre, Caetano da (1864–1890), portugiesischer Dichter (São Tomé)

##### Costa B
- Costa Belo, André da (1957–2018), osttimoresischer Freiheitskämpfer und Politiker

##### Costa C
- Costa Cabral, António Bernardo da (1835–1903), portugiesischer Adliger und Diplomat
- Costa Campos, José (1918–1997), brasilianischer Geistlicher, Bischof von Divinópolis
- Costa Couto, Mauro Sérgio da Fonseca (1934–1995), brasilianischer Diplomat

##### Costa D
- Costa da Silva, Paulo Victor (* 1986), brasilianischer Volleyballspieler
- Costa de Beauregard, Charles-Albert (1835–1909), französischer Politiker, Historiker und Mitglied der Académie française
- Costa de Macedo, Joaquim José da (1777–1867), portugiesischer Geschichtsgelehrter
- Costa Dias, Luísa (1956–2011), portugiesische Fotografin
- Costa dos Santos, Alex (* 1989), brasilianischer Fußballspieler

##### Costa G
- Costa Gomes, Francisco da (1914–2001), portugiesischer Marschall, Präsident von PortugalFrancisco da Costa Gomes (1914–2001)

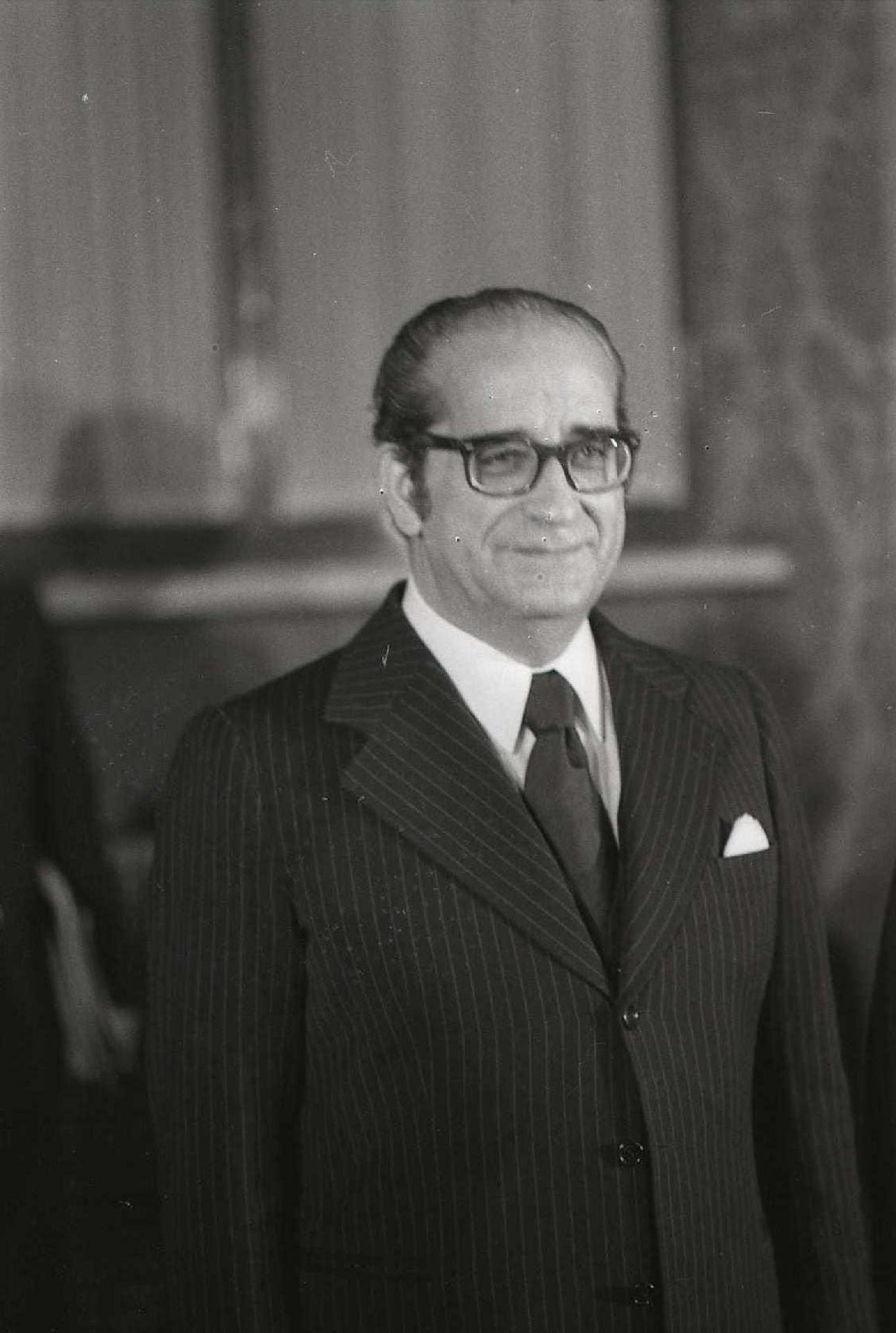
Francisco da Costa Gomes (1914–2001)

- Costa Gomez, Moises Frumencio da (1907–1966), Politiker der Niederländischen Antillen
- Costa Gomez-Matheeuws, Lucina da (1929–2017), Politikerin der Niederländischen Antillen
- Costa Guterres, Joaquim da († 1946), osttimoresischer Herrscher
- Costa Gutiérrez, Alfredo, uruguayischer Politiker

##### Costa H
- Costa Hoevel, Gonzalo (* 1980), argentinischer Windsurfer

##### Costa I
- Costa i Carrera, Francesc (1891–1959), katalanischer klassischer Violinist und Musikpädagoge
- Costa i Llobera, Miquel (1854–1922), spanischer Autor und römisch-katholischer Priester
- Costa i Nogueras, Vicent (1852–1919), katalanischer Komponist und Pianist
- Costa i Vila, Josep (* 1953), spanischer Maler

##### Costa L
- Costa Leal, Pedro da († 1625), portugiesischer Geistlicher
- Costa Lopes, Marcelo Gonçalves (* 1966), brasilianischer Fußballspieler
- Costa Lopes, Martinho da (1918–1991), osttimoresischer Bischof und Menschenrechtler

##### Costa M
- Costa Marques, Guilherme (* 1991), brasilianischer Fußballspieler
- Costa Melgar, Cecilia (* 1992), chilenische Tennisspielerin
- Costa Méndez, Nicanor (1922–1992), argentinischer Politiker und Diplomat
- Costa Mota, António Augusto da (1862–1930), portugiesischer Bildhauer

##### Costa P
- Costa Pereira, Alberto da (1929–1990), portugiesischer Fußballtorwart

##### Costa R
- Costa Rafael Matheus (* 2000), brasilianischer Fußballspieler
- Costa Rêgo, Rosalvo (1891–1954), brasilianischer Geistlicher, römisch-katholischer Weihbischof in São Sebastião do Rio de Janeiro
- Costa Reis, Rui (* 1968), portugiesisch-angolanischer Unternehmer und Hollywood-Filmproduzent
- Costa Rocha, Yago Felipe da (* 1995), brasilianischer Fußballspieler
- Costa Ruas, Alexandre Manuel (* 1956), portugiesischer Radrennfahrer

##### Costa S
- Costa Silva, Oscarino (1907–1990), brasilianischer Fußballnationalspieler
- Costa Silva, Wando da (* 1980), brasilianischer Fußballspieler
- Costa Sobrepera, Josep (* 1937), katalanischer Maler
- Costa Souza, Roque (* 1966), brasilianischer Geistlicher, römisch-katholischer Weihbischof in Rio de Janeiro

##### Costa U
- Costa Umbelina Neto, Natália Pedro da (* 1951), Politikerin in São Tomé und Príncipe

##### Costa, A – Costa, Z

###### Costa, A
- Costa, Achille (1823–1898), italienischer Entomologe
- Costa, Adelino Amaro da (1943–1980), portugiesischer Politiker
- Costa, Adérito Hugo da (* 1968), osttimoresischer Politiker
- Costa, Adrian (* 1972), australischer Freestyle-Skier
- Costa, Adrien (* 1997), US-amerikanischer Radrennfahrer
- Costa, Affonso Da, brasilianischer Generalleutnant und UN-Kommandeur
- Costa, Afonso (1871–1937), portugiesischer Politiker
- Costa, Afrânio da (1892–1979), brasilianischer Sportschütze
- Costa, Albert (* 1975), spanischer TennisspielerAlbert Costa (* 1975)

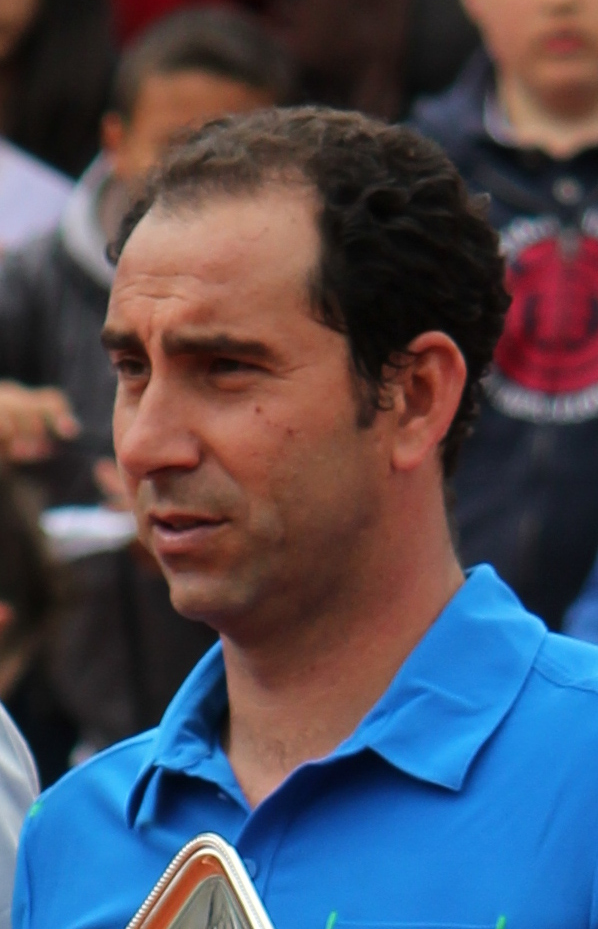
Albert Costa (* 1975)

- Costa, Albert (* 1990), spanischer Rennfahrer
- Costa, Alberto (1873–1950), italienischer Geistlicher, Bischof von Lecce
- Costa, Alberto Bernardes (* 1947), portugiesischer Politiker und Jurist
- Costa, Alda (1876–1944), italienische Lehrerin und politische Aktivistin
- Costa, Aldo (* 1961), italienischer Chefdesigner der Scuderia Ferrari
- Costa, Alfredo (1921–1989), argentinischer Fußballspieler
- Costa, Ana (1959–2022), portugiesische Filmproduzentin
- Costa, Anástacia da (* 1976), osttimoresische Politikerin (FRETILIN)
- Costa, Anderson (* 1984), brasilianischer Fußballspieler
- Costa, Andrea (1851–1910), italienischer sozialistischer Politiker und Publizist
- Costa, Andrea (* 1986), italienischer Fußballspieler
- Costa, Angélica da (* 1967), osttimoresische Politikerin
- Costa, Anthony (* 1994), australischer Fußballspieler
- Costa, Antonella (* 1980), argentinische Schauspielerin
- Costa, Antonino Domingo, uruguayischer Politiker
- Costa, António (* 1961), portugiesischer Politiker, MdEP, Bürgermeister Lissabons und Ministerpräsident PortugalsAntónio Costa (* 1961)

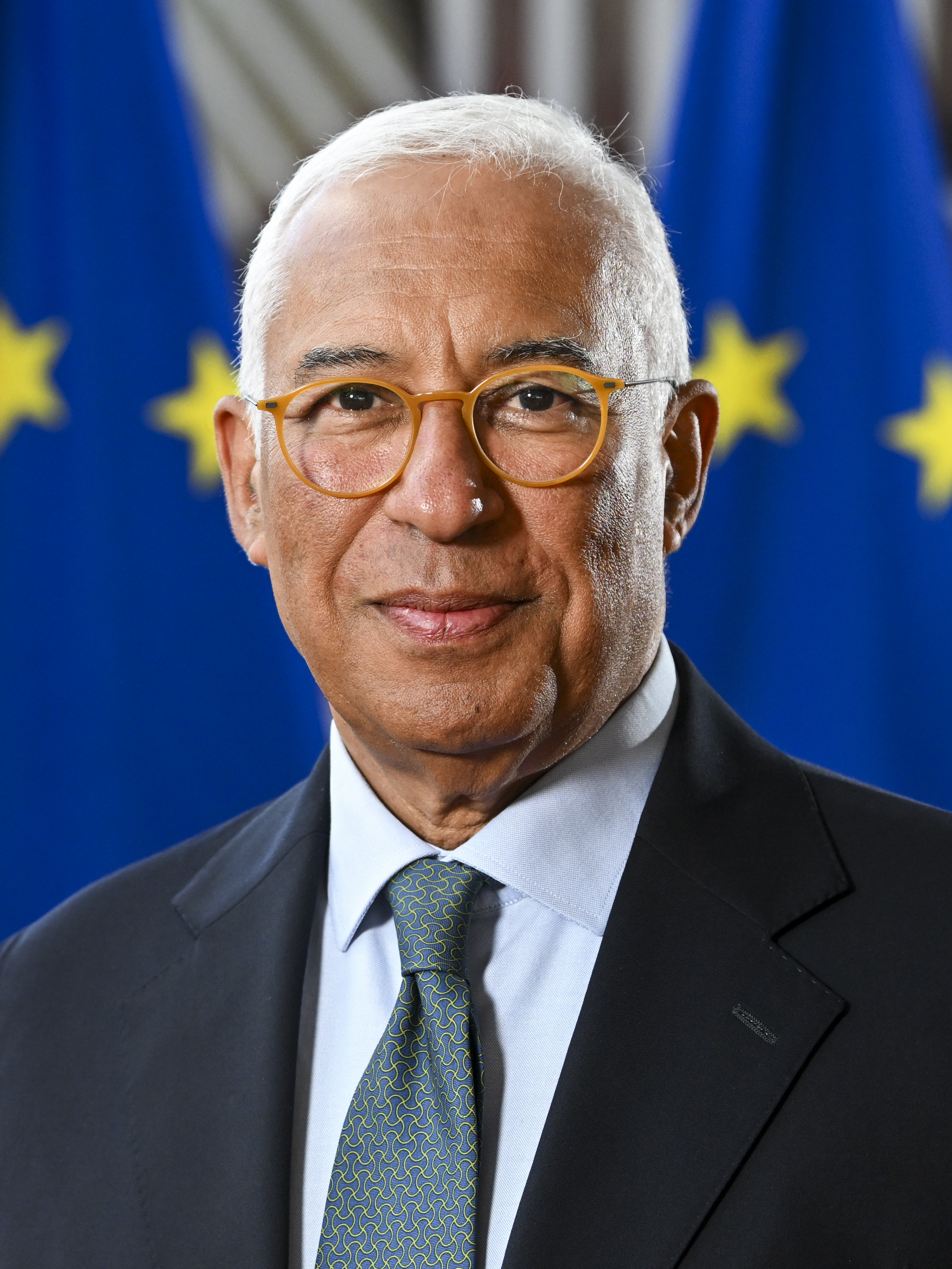
António Costa (* 1961)

- Costa, Antônio de Macedo (1830–1891), brasilianischer Geistlicher und römisch-katholischer Erzbischof von São Salvador da Bahia
- Costa, Antônio Francisco da, brasilianischer Politiker
- Costa, António Francisco da († 1924), portugiesischer Offizier und Kolonialverwalter
- Costa, António Hermenegildo da (* 1969), osttimoresischer Politiker
- Costa, António Pereira da, portugiesischer Komponist des Barock
- Costa, António Plácido da (1848–1916), portugiesischer Arzt, Ophthalmologe und Hochschullehrer
- Costa, António Tomás Amaral da, osttimoresischer Freiheitskämpfer
- Costa, António Ximenes da, osttimoresischer Akademiker und Politiker
- Costa, Antony (* 1981), britischer SängerAntony Costa (* 1981)

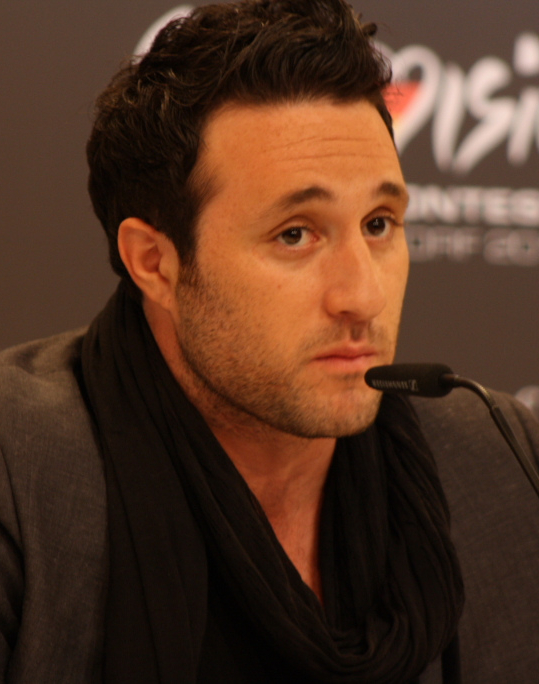
Antony Costa (* 1981)

- Costa, Arquimínio Rodrigues da (1924–2016), portugiesischer Geistlicher, römisch-katholischer Bischof von Macau
- Costa, Artur Ricart da (1924–1996), brasilianischer Admiral
- Costa, Augusto da (1920–2004), brasilianischer Fußballspieler

###### Costa, B
- Costa, Beatriz (1907–1996), portugiesische Schauspielerin
- Costa, Bernardo da (1963–2019), osttimoresischer Freiheitskämpfer
- Costa, Brigida da, osttimoresische Fußballspielerin
- Costa, Bruno (1890–1966), österreichischer Bildhauer

###### Costa, C
- Costa, Calisto da (* 1979), osttimoresischer Marathonläufer und Olympiateilnehmer
- Costa, Cândido (* 1981), portugiesischer Fußballspieler
- Costa, Carlos (* 1949), portugiesischer Ökonom und Bankmanager
- Costa, Carlos (* 1968), spanischer Tennisspieler
- Costa, Carole (* 1990), portugiesische Fußballspielerin
- Costa, Carolina (* 1984), brasilianische Kamerafrau
- Costa, Caroline (* 1996), französische Sängerin und Fernsehmoderatorin
- Costa, Catarina (* 1996), portugiesische Judoka
- Costa, Catarina Alves (* 1967), portugiesische Regisseurin und Anthropologin
- Costa, Celestino Rocha da (1938–2010), são-toméischer Politiker, Premierminister von São Tomé und Príncipe
- Costa, Christopher Lima da (* 1988), são-toméischer Leichtathlet
- Costa, Claudio (1942–1995), italienischer Objektkünstler, Maler und Graveur
- Costa, Claus (* 1984), deutscher Fußballspieler
- Costa, Cristiano da, osttimoresischer Politiker und Diplomat
- Costa, Cristina Yuri Rebelo dos Santos (* 1980), osttimoresische Politikerin

###### Costa, D
- Costa, Dan (* 1989), britischer Jazz-Pianist und Komponist
- Costa, Daniel, uruguayischer Politiker und Unternehmer
- Costa, Danny da (* 1993), deutsch-angolanischer FußballspielerDanny da Costa (* 1993)

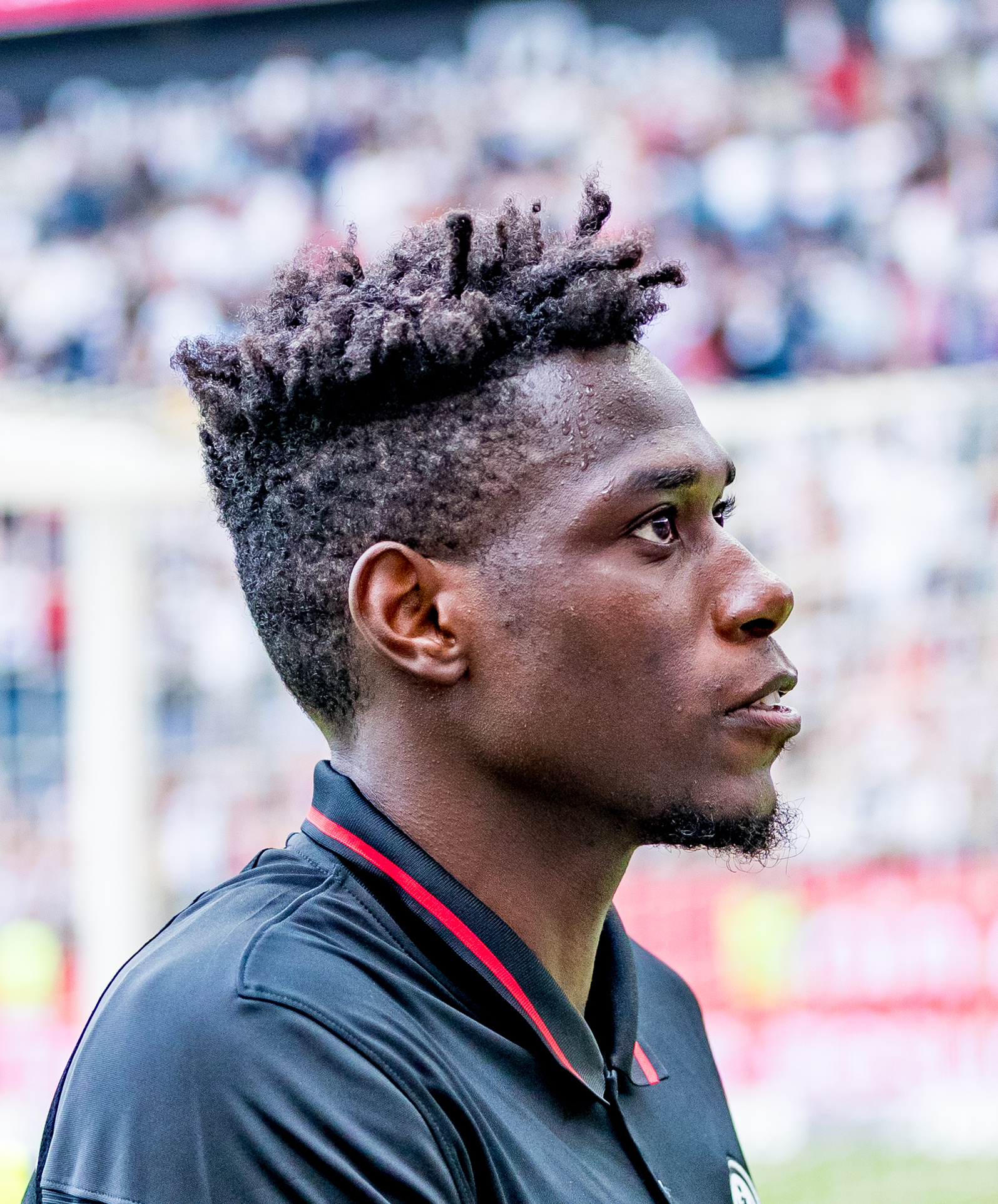
Danny da Costa (* 1993)

- Costa, David (* 2001), portugiesischer Fußballspieler
- Costa, David Da (* 1986), Schweizer Fussballspieler
- Costa, Desidério (* 1934), angolanischer Politiker
- Costa, Diego (* 1988), brasilianisch-spanischer Fußballspieler
- Costa, Diego (* 1999), brasilianischer Fußballspieler
- Costa, Dino da (1931–2020), brasilianisch-italienischer Fußballspieler und -trainer
- Costa, Diogo (* 1999), portugiesisch-schweizerischer Fußballtorhüter
- Costa, Diogo (* 2003), portugiesischer Fußballspieler
- Costa, Dolores, osttimoresische Fußballspielerin
- Costa, Domingas da (* 1998), osttimoresische Paralympiateilnehmerin
- Costa, Domingo León, uruguayischer Politiker
- Costa, Domingos da († 1722), Führer der Topasse
- Costa, Domingos da (* 1962), osttimoresischer Politiker
- Costa, Don (1925–1983), US-amerikanischer Musiker und Musikproduzent
- Costa, Douglas (* 1990), brasilianischer FußballspielerDouglas Costa (* 1990)

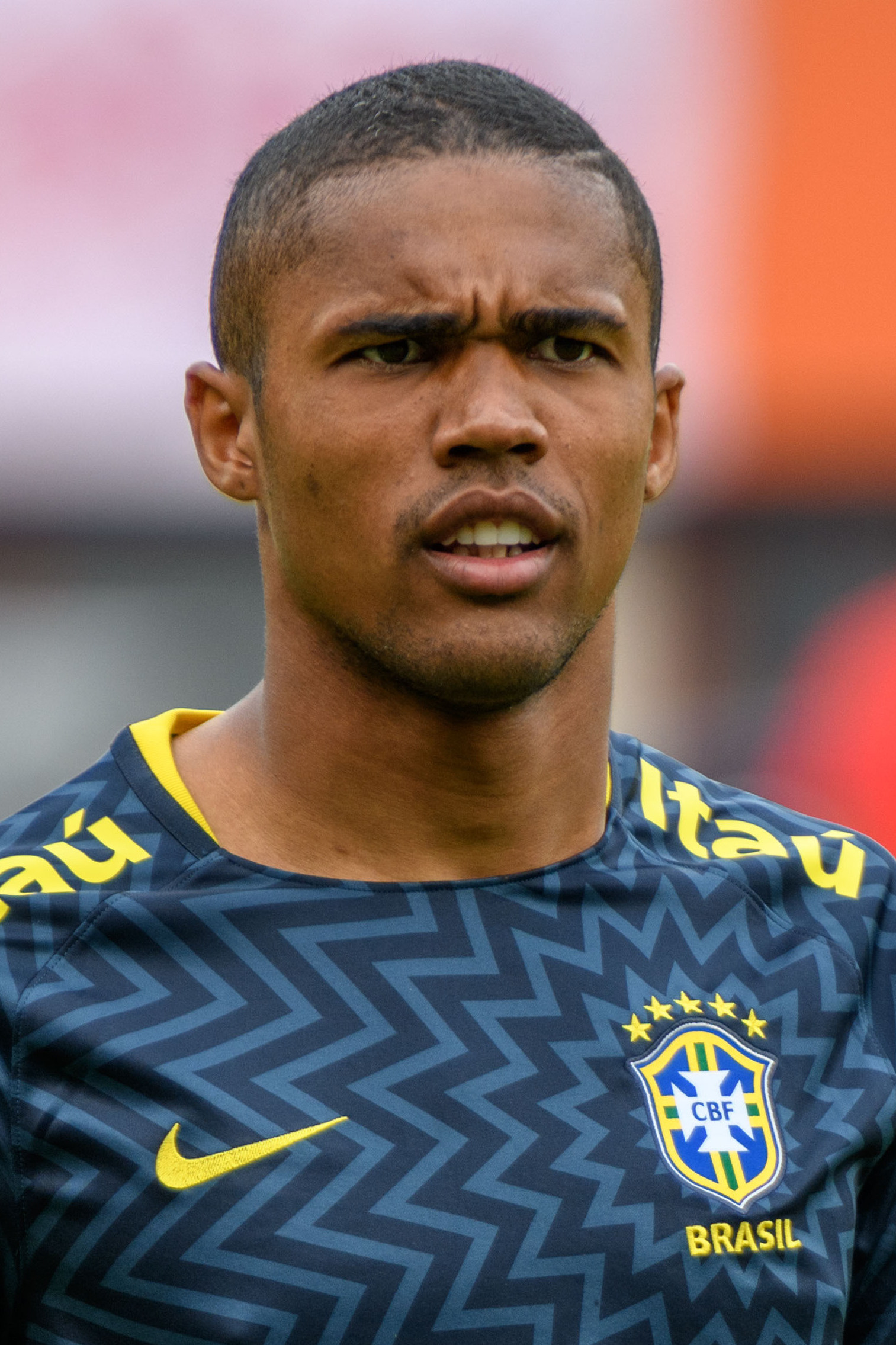
Douglas Costa (* 1990)

- Costa, Duarte (* 1988), portugiesischer Klimaexperte und Politiker (Volt)
- Costa, Duarte da, portugiesischer Diplomat, Politiker und Gouverneur
- Costa, Duarte Souto Maior da, Herrscher von Manufahi und Rebell in Portugiesisch-Timor

###### Costa, E
- Costa, Eddie (1930–1962), amerikanischer Jazzmusiker
- Costa, Elton da (* 1979), brasilianischer Fußballspieler
- Costa, Enrico (* 1944), italienischer Astrophysiker
- Costa, Ercília (1902–1985), portugiesische Fado-Sängerin
- Costa, Esperança da (* 1961), angolanische Biologin, Hochschullehrerin und Politikerin
- Costa, Euclides Zenóbio da (* 1893), brasilianischer Marschall und Politiker
- Costa, Ewandro (* 1996), brasilianischer Fußballspieler

###### Costa, F
- Costa, Fabrizio (* 1954), italienischer Fernsehregisseur
- Costa, Faustino da (* 1974), osttimoresischer Polizist
- Costa, Félix da (* 1960), osttimoresischer Politiker
- Costa, Filipe da (* 1984), portugiesischer Fußballspieler
- Costa, Filomena (* 1985), portugiesische Langstreckenläuferin
- Costa, Filomeno da (* 1998), osttimoresischer Fußballspieler
- Costa, Flávio (1906–1999), brasilianischer Fußballspieler und -trainer
- Costa, Florentino Ximenes da (* 1977), osttimoresischer Politiker
- Costa, Flotilda Sequeira Hermenegildo da, osttimoresische Politikerin
- Costa, Francisco (* 1961), brasilianischer Modeschöpfer
- Costa, Francisco (* 1973), brasilianischer Tennisspieler
- Costa, Francisco (* 2005), portugiesischer Handballspieler
- Costa, Francisco Borja da (1946–1975), osttimoresischer Journalist, Freiheitskämpfer und Dichter
- Costa, Francisco da (* 1967), osttimoresischer Politiker
- Costa, Francisco José Fernandes (1867–1925), Premierminister von Portugal
- Costa, Franco (1904–1977), italienischer Geistlicher
- Costa, Franco (1934–2015), italienischer Maler
- Costa, Franz (1861–1941), Opernsänger (Tenor), Theater- und Stummfilmschauspieler
- Costa, Frederico Almeida Santos da (1930–2020), osttimoresischer Rebell und Politiker
- Costa, Frederico Benício de Souza e (1875–1948), brasilianischer Ordensgeistlicher und Bischof von Amazonas

###### Costa, G
- Costa, Gabriel (* 1990), uruguayischer Fußballspieler
- Costa, Gabriel Arcanjo da (* 1954), são-toméischer Politiker, Premierminister von São Tomé und Príncipe
- Costa, Gabriel Da (* 1984), französisch-polnischer Eishockeyspieler
- Costa, Gal (1945–2022), brasilianische Sängerin, Komponistin und MultiinstrumentalistinGal Costa (1945–2022)

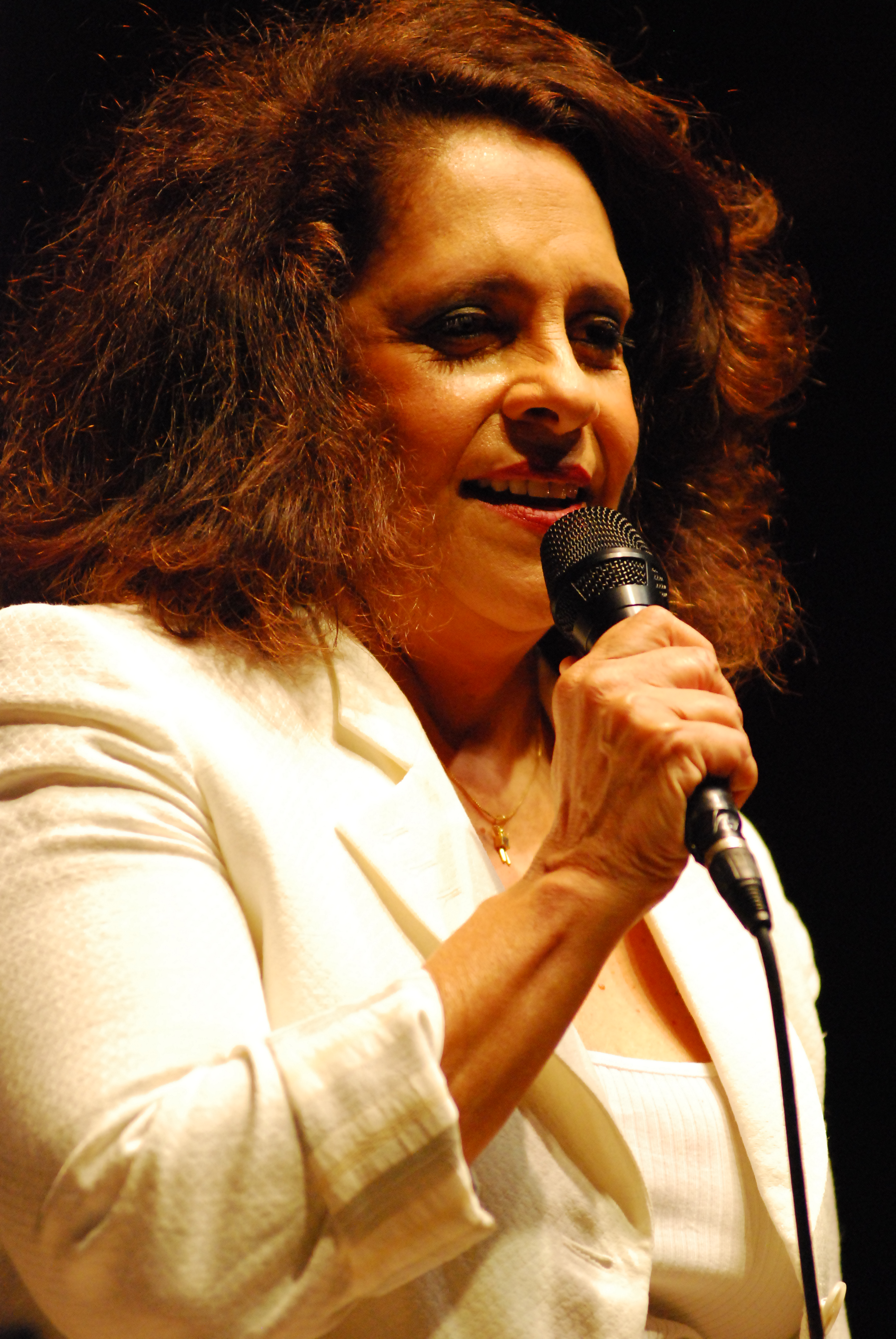
Gal Costa (1945–2022)

- Costa, Gaspar da († 1749), timoresischer Anführer der Topasse
- Costa, Gil da, osttimoresischer Diplomat
- Costa, Giovanni (1826–1903), italienischer Maler
- Costa, Guilherme Posser da (* 1953), são-toméischer Politiker und Premierminister von São Tomé und Príncipe
- Costa, Guy (* 1964), Straßenradrennfahrer aus Trinidad und Tobago

###### Costa, H
- Costa, Harry Amorim (1927–1988), brasilianischer Ingenieur und Politiker
- Costa, Heitor da Silva (1873–1947), brasilianischer Bauingenieur
- Costa, Hélder (* 1994), angolanisch-portugiesischer Fußballspieler
- Costa, Hélder da, osttimoresischer Politiker, Generalsekretär der g7+-Staaten
- Costa, Hélder da, osttimoresischer Soldat
- Costa, Helena (* 1978), portugiesische Fußballspielerin und -trainerin
- Costa, Henrique da (* 1972), osttimoresischer Polizist
- Costa, Henrique Soares da (1963–2020), brasilianischer Geistlicher, römisch-katholischer Bischof von Palmares
- Costa, Herminio da (* 1949), Milizenführer in Osttimor
- Costa, Hipólito da (1774–1823), brasilianischer Journalist und Diplomat
- Costa, Hugo Hermenegildo da, Führer der Topasse und Herrscher von Oecussi

###### Costa, I
- Costa, Ilídio Ximenes da (* 1968), osttimoresischer Politiker und Diplomat
- Costa, Indio da (* 1970), brasilianischer Anwalt und Politiker
- Costa, Ippolito (1506–1561), italienischer Maler
- Costa, Isaäc da (1798–1860), holländischer Dichter und Schriftsteller

###### Costa, J
- Costa, Jacinta Correia da (* 1973), osttimoresische Juristin
- Costa, Jair da (1940–2025), brasilianischer FußballspielerJair da Costa (1940–2025)

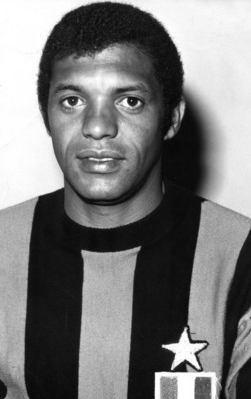
Jair da Costa (1940–2025)

- Costa, Jamie (* 1990), US-amerikanischer Schauspieler, Synchronsprecher, Autor und Regisseur
- Costa, Janira Martins (1941–2018), brasilianische Entomologin, Hochschullehrerin und Museumsdirektorin
- Costa, Jaume (* 1988), spanischer Fußballspieler
- Costa, Jean (1924–2013), französischer Organist
- Costa, Jean-Paul (1941–2023), französischer Richter; Präsident des Europäischen Gerichtshofs für Menschenrechte
- Costa, Jefferson (* 1979), brasilianischer Illustrator und Comiczeichner
- Costa, Jerónimo (1880–1967), chilenischer Maler
- Costa, Jim (* 1952), US-amerikanischer Politiker der Demokratischen Partei
- Costa, Joana (* 1981), brasilianische Stabhochspringerin
- Costa, Joanico da, indonesischer Unteroffizier und osttimoresischer Milizionär
- Costa, João Batista (1902–1996), brasilianischer Ordensgeistlicher, römisch-katholischer Bischof von Porto Velho
- Costa, João Bénard da (1935–2009), portugiesischer Autor, Publizist, Schauspieler und Filmkritiker
- Costa, João José da (* 1958), brasilianischer Ordensgeistlicher, römisch-katholischer Erzbischof von Aracaju
- Costa, João Resende (1910–2007), brasilianischer Geistlicher, Erzbischof von Belo Horizonte
- Costa, Joaquín (1846–1911), spanischer Politiker, Jurist, Ökonomist und Historiker
- Costa, Joe (* 1992), australischer Fußballspieler
- Costa, Johnny (1922–1996), amerikanischer Jazzmusiker (Piano, Orgel, Komposition, Arrangement)
- Costa, Jorge (1971–2025), portugiesischer Fußballspieler und -trainer
- Costa, Jorge da (1406–1508), portugiesischer Geistlicher, Erzbischof von Lissabon und Kardinal der Römischen Kirche
- Costa, Jorge Nuno Pinto da (1937–2025), portugiesischer Fußballfunktionär, Präsident des FC PortoJorge Nuno Pinto da Costa (1937–2025)

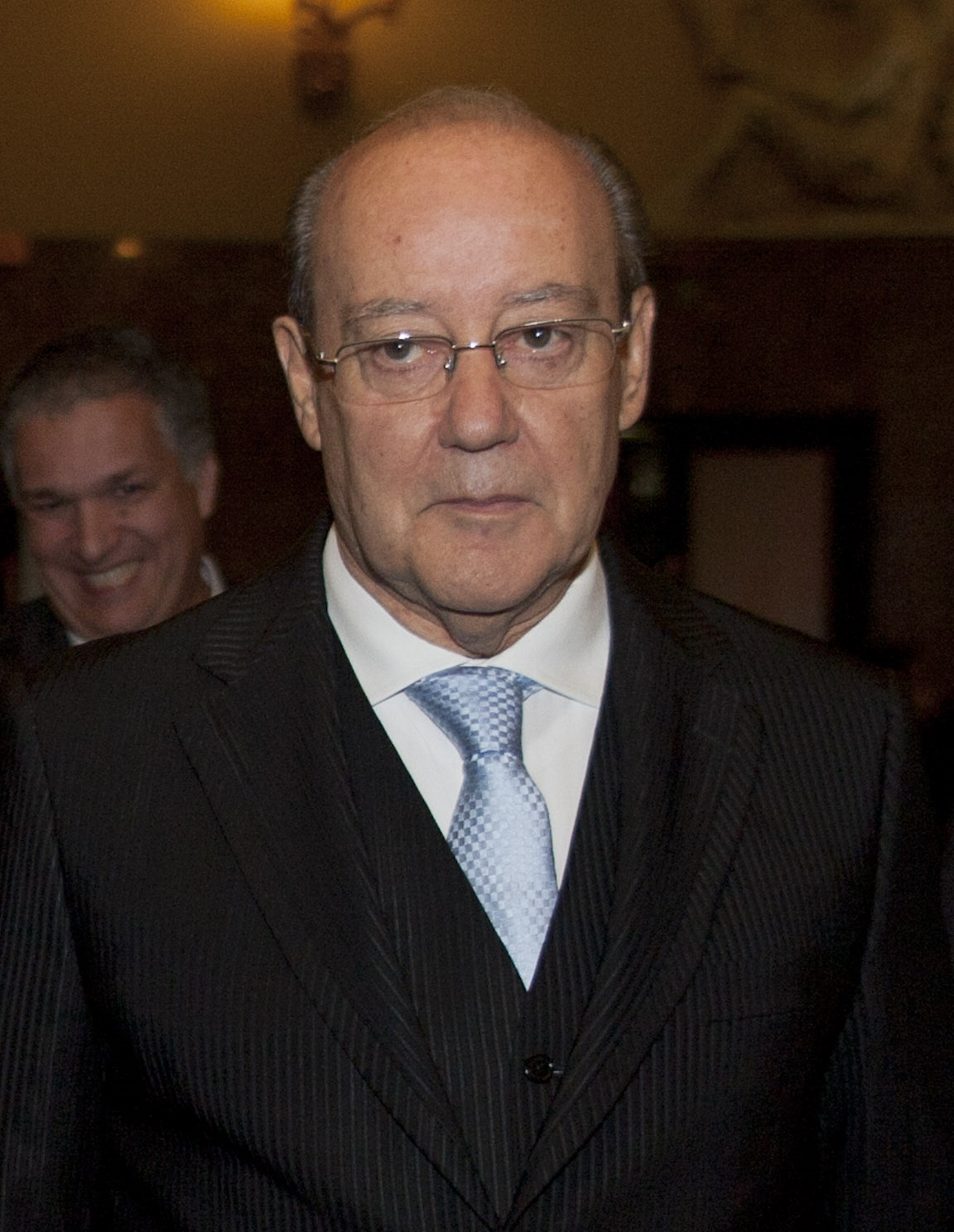
Jorge Nuno Pinto da Costa (1937–2025)

- Costa, José Alberto (* 1953), portugiesischer Fußballspieler
- Costa, José Alves da (1939–2012), brasilianischer Ordensgeistlicher, römisch-katholischer Bischof von Corumbá
- Costa, José da (1927–1980), osttimoresischer Freiheitskämpfer
- Costa, José Filipe, portugiesischer Regisseur und Drehbuchautor
- Costa, Juan Carlos, uruguayischer Politiker
- Costa, Juan Francisco (* 1947), uruguayischer Schriftsteller, Essayist, Kritiker und Dozent
- Costa, Julia (1926–2011), deutsche Schauspielerin und Autorin
- Costa, Júlia da (1844–1911), brasilianische Dichterin
- Costa, Júlio Sarmento da (1959–2024), osttimoresischer Politiker

###### Costa, K
- Costa, Karl (1832–1907), österreichischer Schriftsteller und Librettist
- Costa, Keila (* 1983), brasilianische Leichtathletin
- Costa, Kissya da (* 1982), brasilianische Ruderin

###### Costa, L
- Costa, Laércio Gomes (* 1990), brasilianischer Fußballspieler
- Costa, Laia (* 1985), spanische Schauspielerin
- Costa, Leonardo (* 2008), deutscher Schachspieler
- Costa, Liza da (* 1968), indisch-portugiesische Sängerin und Komponistin in DeutschlandLiza da Costa (* 1968)

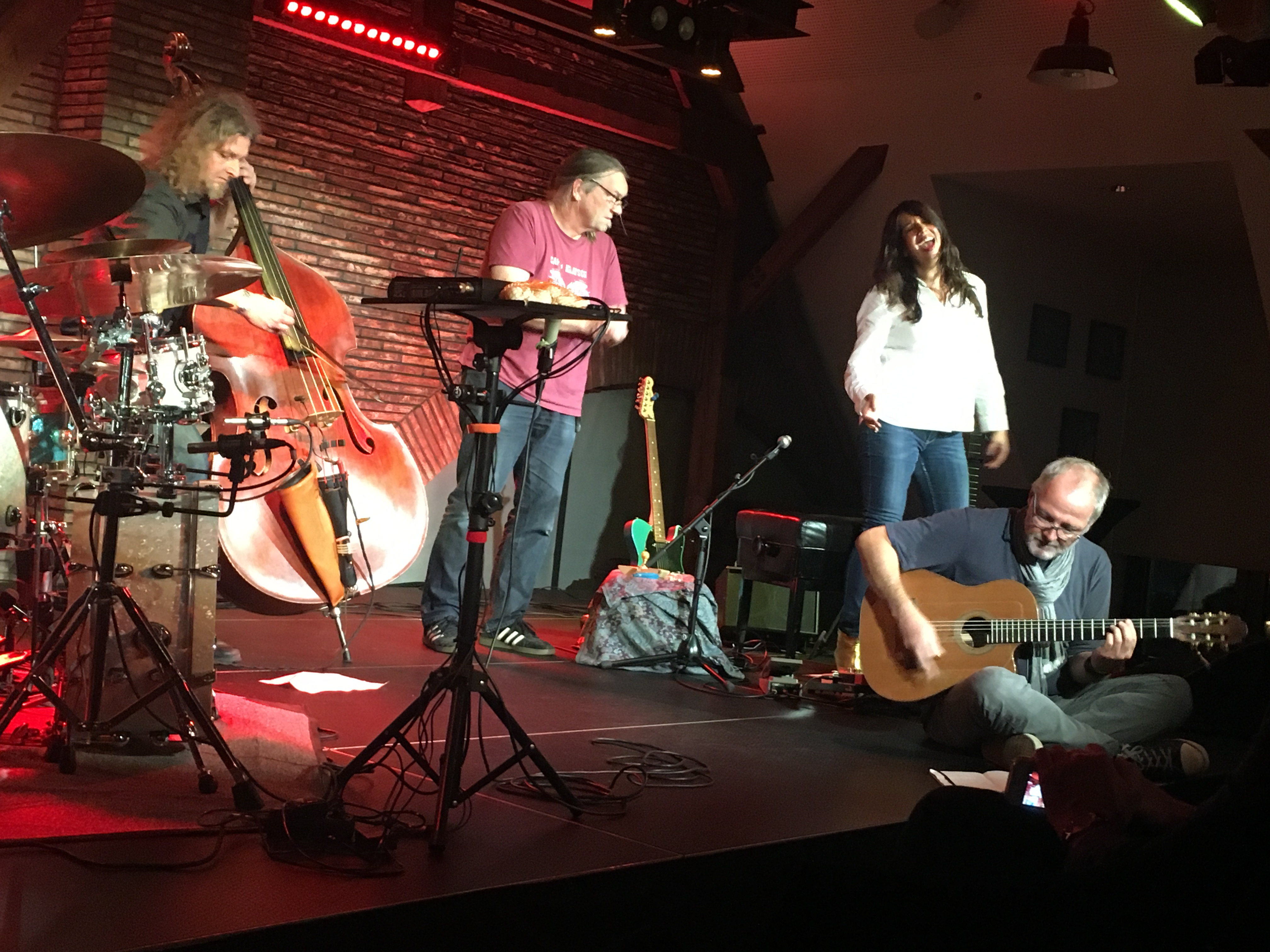
Liza da Costa (* 1968)

- Costa, Lorenzo der Ältere († 1535), italienischer Maler
- Costa, Lorenzo il Giovane (1537–1583), italienischer Maler der Renaissance
- Costa, Lucas da (1952–2019), osttimoresischer Unabhängigkeitsaktivist, Politiker und Universitätsprofessor
- Costa, Lúcio (1902–1998), brasilianischer Architekt und Stadtplaner
- Costa, Ludovico (1699–1772), piemontesischer General und Vizekönig
- Costa, Luisa da, osttimoresische Politikerin

###### Costa, M
- Costa, Maikel Daniel (* 1988), brasilianischer Fußballspieler
- Costa, Manuel Cárceres da, osttimoresischer Politiker und Schriftsteller
- Costa, Manuel da (* 1986), marokkanisch-portugiesischer Fußballspieler
- Costa, Manuel José de Meneses Fernandes (* 1893), portugiesischer Offizier und Kolonialverwalter
- Costa, Manuel Saturnino da (1942–2021), guinea-bissauischer Politiker, Premierminister von Guinea-Bissau
- Costa, Marcial Simões de Freitas e (1891–1944), portugiesischer Ingenieur, Architekt und Geschäftsmann
- Costa, Marco (* 1992), italienischer Filmeditor
- Costa, Marcos dos Reis da, osttimoresischer Diplomat
- Costa, Maria da Paixão da (* 1960), osttimoresische Politikerin und Diplomatin
- Costa, Maria José da, osttimoresische Politikerin
- Costa, Maria Ludovica (* 2000), italienische Ruderin
- Costa, Marília Oliveira da, osttimoresische Menschenrechtlerin
- Costa, Mario (1910–1995), italienischer Filmregisseur und Drehbuchautor
- Costa, Mário (* 1985), portugiesischer Radrennfahrer
- Costa, Mário (* 1986), portugiesischer Jazzmusiker (Schlagzeug, Komposition)
- Costa, Mario Pasquale (1858–1933), italienischer Komponist, Pianist und Tenor
- Costa, Marlenis (* 1973), kubanische Volleyballnationalspielerin
- Costa, Martim (* 2002), portugiesischer Handballspieler
- Costa, Martin (1895–1974), österreichischer Schauspieler und Schriftsteller
- Costa, Mary (* 1930), US-amerikanische Sängerin, Schauspielerin und Synchronsprecherin
- Costa, Massimo (1951–2004), italienischer Kulturschaffender, Filmregisseur und Drehbuchautor
- Costa, Mateus da, Liurai von Viqueque
- Costa, Mateus da († 1673), Generalkapitän von Solor und Timor und Topasse-Herrscher
- Costa, Matt (* 1982), amerikanischer Sänger und Songschreiber
- Costa, Melanie (* 1989), spanische Freistilschwimmerin
- Costa, Michele (1808–1884), italienisch-britischer Komponist und Dirigent
- Costa, Moses M. (1950–2020), bangladeschischer Geistlicher, römisch-katholischer Erzbischof von Chittagong

###### Costa, N
- Costa, Nelson Gonçalves da (* 1982), deutsch-portugiesischer Fußballspieler
- Costa, Nicolas (* 1991), brasilianischer Automobilrennfahrer
- Costa, Nikka (* 1972), US-amerikanische Sängerin und Songwriter
- Costa, Nuno da (* 1991), kap-verdisch-französischer Fußballspieler

###### Costa, O
- Costa, Odete Víctor da, osttimoresische Politikerin und Bauingenieurin
- Costa, Olga (1913–1993), mexikanische Künstlerin
- Costa, Orlando da (1929–2006), portugiesischer Schriftsteller und kommunistischer Politiker
- Costa, Oronzo Gabriele (1787–1867), italienischer Zoologe
- Costa, Osório (* 1966), osttimoresischer Politiker

###### Costa, P
- Costa, Paolo (* 1943), italienischer Politiker, MdEP
- Costa, Pau (1672–1727), spanischer (katalanischer) Bildhauer
- Costa, Paul (* 1971), australischer Freestyle-Skier
- Costa, Paulinho da (* 1948), brasilianischer Perkussionist
- Costa, Paulinus (1936–2015), bangladeschischer Geistlicher und Erzbischof von Dhaka
- Costa, Pedro (* 1959), portugiesischer Filmregisseur
- Costa, Pedro dos Mártires da (1957–2017), osttimoresischer Politiker
- Costa, Peter (* 1984), indischer Fußballspieler
- Costa, Petra (* 1983), brasilianische DokumentarfilmerinPetra Costa (* 1983)

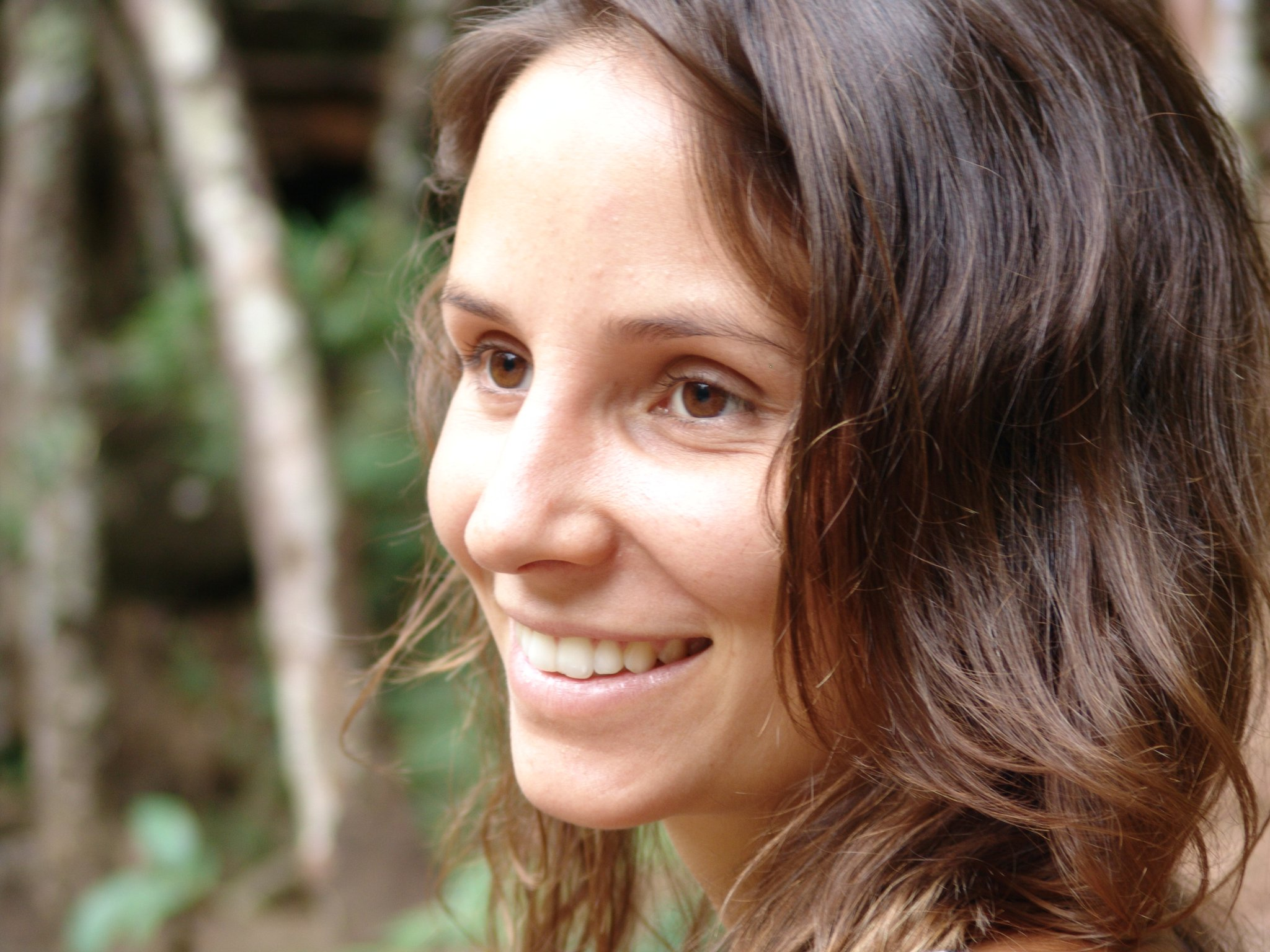
Petra Costa (* 1983)

- Costa, Pier Francesco (1544–1625), italienischer Geistlicher, päpstlicher Diplomat und Bischof von Savona
- Costa, Piero (1913–1975), italienischer Filmregisseur und Drehbuchautor
- Costa, Pietro (1849–1901), italienischer Bildhauer
- Costa, Pietro Francesco (1594–1654), italienischer Geistlicher und Bischof von Albenga

###### Costa, Q
- Costa, Quitéria da, osttimoresische Politikerin

###### Costa, R
- Costa, Ramiro (* 1992), argentinischer Fußballspieler
- Costa, Rebecca Da (* 1984), brasilianische Schauspielerin
- Costa, Reinaldo Elias da (* 1984), brasilianischer Fußballspieler
- Costa, Renan (* 1995), brasilianischer Fußballspieler
- Costa, Renata (* 1986), brasilianische Fußballspielerin
- Costa, Renato (1948–2023), brasilianischer Fußballspieler
- Costa, Ricardo (1940–2021), portugiesischer Filmemacher
- Costa, Ricardo (* 1976), portugiesischer Handballspieler und -trainer
- Costa, Ricardo (* 1981), portugiesischer Fußballspieler
- Costa, Robert (* 1994), spanischer Fußballspieler
- Costa, Rodrigo Barbosa (* 1975), brasilianischer Fußballspieler
- Costa, Rodrigo da (* 1978), portugiesischer EU-Beamter
- Costa, Romolo (1897–1965), italienischer Schauspieler und Synchronsprecher
- Costa, Ronaldo da (* 1970), brasilianischer Marathonläufer
- Costa, Rosanna (* 1957), chilenische Wirtschaftswissenschaftlerin und Präsidentin der Zentralbank
- Costa, Rui (* 1972), portugiesischer FußballspielerRui Costa (* 1972)

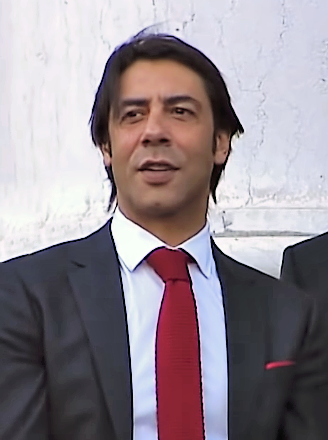
Rui Costa (* 1972)

- Costa, Rui (* 1976), portugiesischer Fußballschiedsrichter
- Costa, Rui (* 1986), portugiesischer RadrennfahrerRui Costa (* 1986)

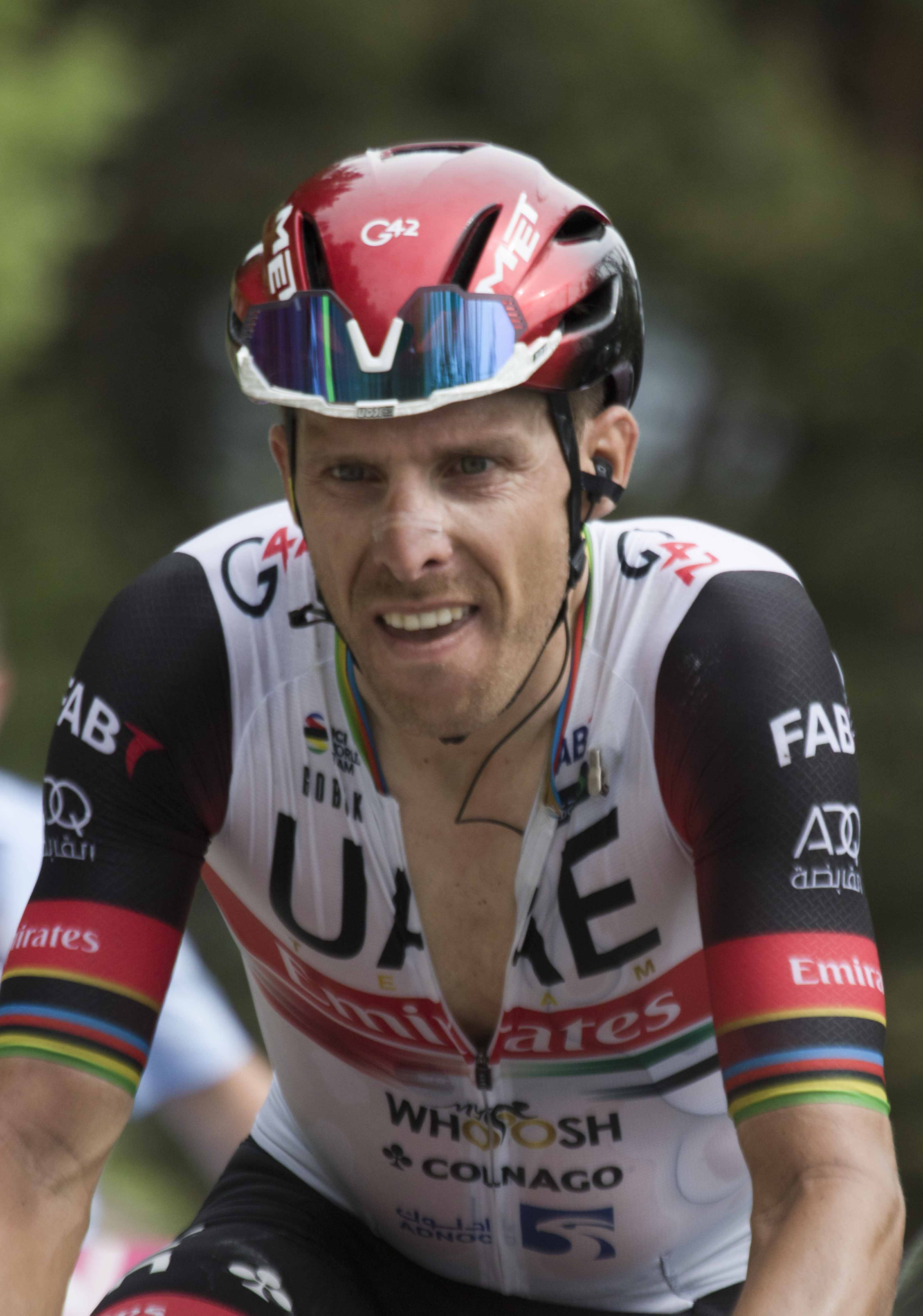
Rui Costa (* 1986)

###### Costa, S
- Costa, Sam (1910–1981), britischer Sänger und Pianist in Tanzbands und Radiomoderator
- Costa, Samú (* 2000), portugiesischer Fußballspieler
- Costa, Samuel (* 1992), italienischer Nordischer Kombinierer
- Costa, Serban-Dan (* 1955), rumänisch-deutscher Gynäkologe und Geburtshelfer
- Costa, Sergio (* 1959), italienischer Offizier und Politiker
- Costa, Sérgio (* 1962), brasilianischer Soziologe
- Costa, Silvia (* 1949), italienische Politikerin (Partito Democratico), MdEP
- Costa, Silvia (* 1964), kubanische Hochspringerin
- Costa, Silvia (* 1984), italienische Regisseurin und Bühnenbildnerin
- Costa, Stéphane Da (* 1989), französisch-polnischer Eishockeyspieler
- Costa, Steven Da (* 1997), französischer Karateka
- Costa, Susana (* 1984), portugiesische Leichtathletin

###### Costa, T
- Costa, Teddy Da (* 1986), französisch-polnischer Eishockeyspieler
- Costa, Tino (* 1985), argentinischer Fußballspieler
- Costa, Tomás (* 1985), argentinischer Fußballspieler

###### Costa, U
- Costa, Uriel da (1585–1640), jüdischer Philosoph und Theologiekritiker

###### Costa, V
- Costa, Vagner Pereira (* 1987), brasilianischer Fußballspieler
- Costa, Vasco Almeida e (1932–2010), portugiesischer Marineoffizier und Politiker
- Costa, Vasco Vieira da (1911–1982), portugiesischer Architekt
- Costa, Vicente (* 1947), maltesischer Geistlicher, römisch-katholischer Bischof von Jundiaí
- Costa, Vicente F., uruguayischer Politiker
- Costa, Vidal da (1959–2021), osttimoresischer Unabhängigkeitsaktivist
- Costa, Vinicius (* 1983), brasilianischer Squashspieler
- Costa, Vítor da (1951–2020), osttimoresischer Politiker
- Costa, Vittorio Amedeo (1698–1777), piemontesischer General, Gouverneur und Vizekönig

###### Costa, W
- Costa, Wellington Cabral (* 1996), brasilianischer Fußballspieler

###### Costa, Y
- Costa, Yamandu (* 1980), brasilianischer Gitarrist und Komponist

###### Costa, Z
- Costa, Zacarias da (* 1964), osttimoresischer Politiker

##### Costa-G
- Costa-Gavras (* 1933), griechischer RegisseurCosta-Gavras (* 1933)

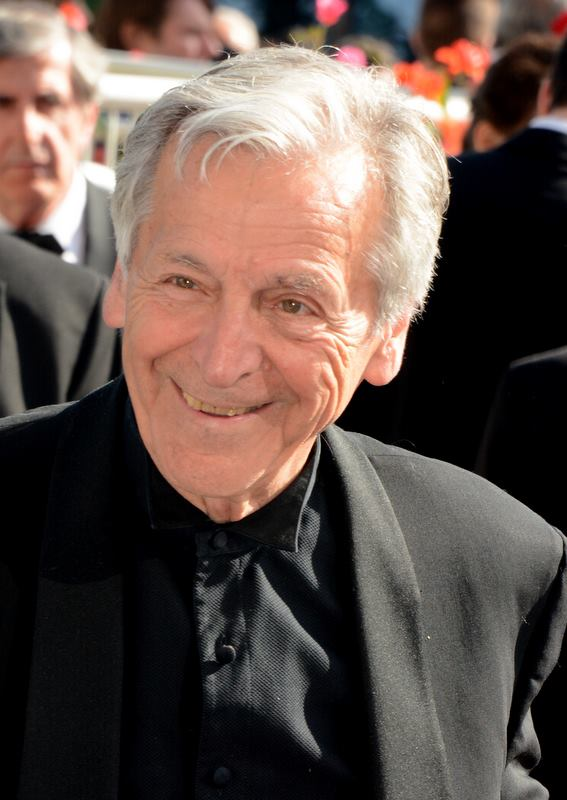
Costa-Gavras (* 1933)

##### Costab
- Costabel, Pierre (1912–1989), französischer Wissenschaftshistoriker
- Costabile, David (* 1967), US-amerikanischer SchauspielerDavid Costabile (* 1967)

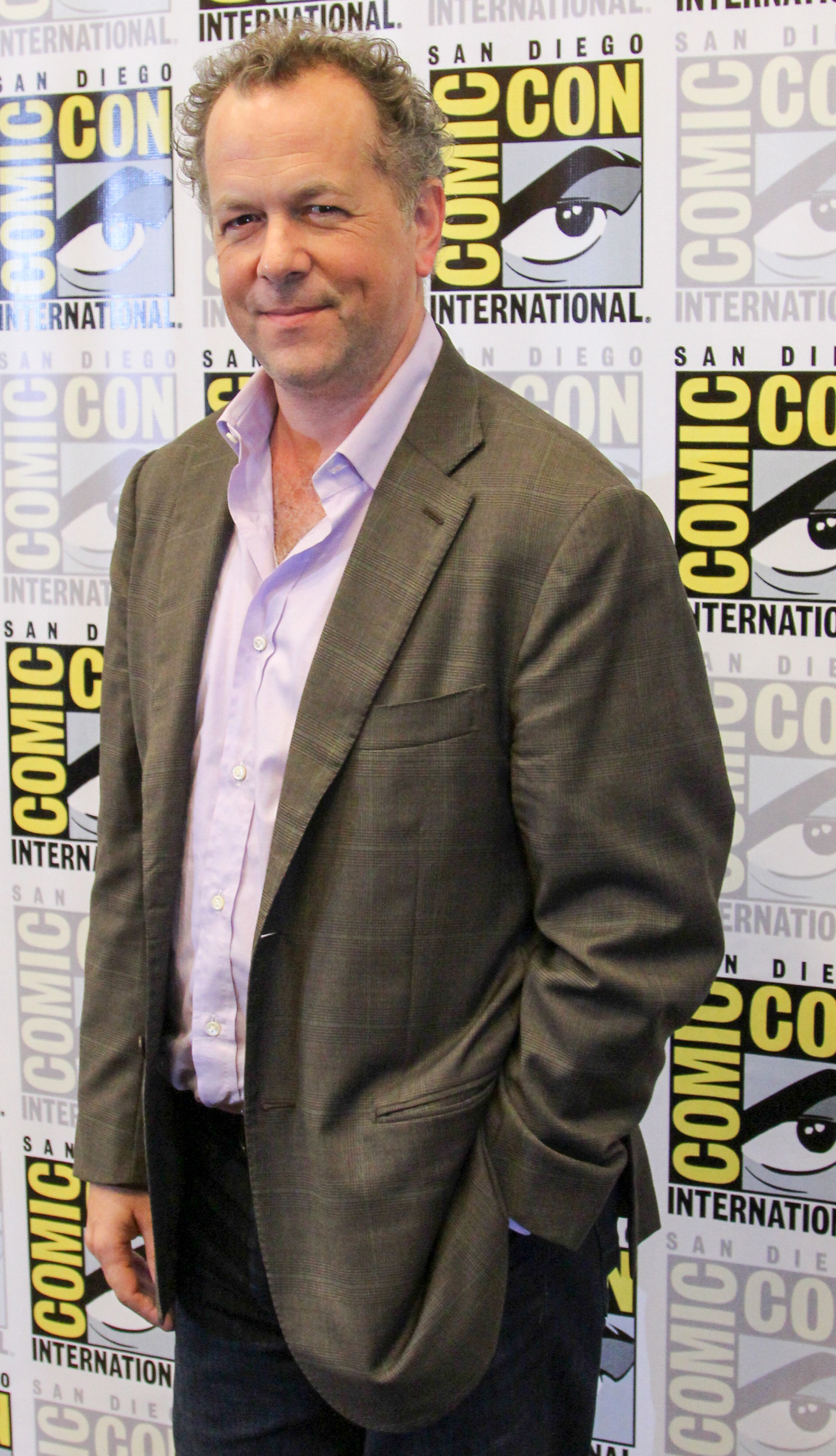
David Costabile (* 1967)

##### Costac
- Costache, Tamara (* 1970), rumänische Schwimmerin, Olympiasiegerin
- Costacurta, Alessandro (* 1966), italienischer Fußballspieler und -trainer

##### Costag
- Costagliola, Gennaro (1850–1919), italienischer Ordensgeistlicher, Erzbischof von Chieti
- Costagrande, Carolina (* 1980), italienisch-argentinische Volleyballspielerin
- Costaguti, Giovanni Battista (1636–1704), italienischer Kardinal der Römischen Kirche
- Costaguti, Vincenzo (1612–1660), italienischer Kardinal

##### Costak
- Costakis, George (1913–1990), griechischer Kunstsammler

##### Costal
- Costales, Luis Alberto (1926–2006), ecuadorianischer Dichter, Schriftsteller, Philosoph, Lehrer, Redner und Politiker
- Costalunga, Marcello (1925–2010), italienischer Geistlicher, Kurienerzbischof der katholischen Kirche

##### Costam
- Costamagna, Alejandra (* 1970), chilenische Schriftstellerin und Journalistin
- Costamagna, Carlo († 1965), italienischer Jurist und Politiker
- Costamagna, Eugenio Camillo (1864–1918), italienischer Journalist und der Herausgeber der Gazzetta dello Sport
- Costamagna, Giacomo (1846–1921), italienischer Salesianer Don Boscos, Ordenspriester, römisch-katholischer Titularbischof und Apostolischer Vikar in Ecuador

##### Costan
- Costanda, Antigone, ägyptische Miss World (1954)
- Costantin, Julien Noël (1857–1936), französischer Botaniker und Mykologe
- Costantin, Pierluigi (* 1971), italienischer Skilangläufer
- Costantini, Bartolomeo (1889–1941), italienischer Flieger und Automobilrennfahrer
- Costantini, Celso (1876–1958), italienischer Kardinal der römisch-katholischen Kirche
- Costantini, Daniel (* 1943), französischer Handballspieler und -trainer
- Costantini, Daniele (* 1950), italienischer Filmregisseur und Drehbuchautor
- Costantini, Ermenegildo (1731–1791), italienischer Maler
- Costantini, Gianluca (* 1971), italienischer Karikaturist, Künstler, Comic-Journalist und Aktivist
- Costantini, Giorgio (1911–1997), italienischer Schauspieler
- Costantini, Humberto (1924–1987), argentinischer Schriftsteller
- Costantini, Massimo (* 1958), italienischer Tischtennisspieler und -trainer
- Costantini, Nereo (1905–1969), italienischer Bildhauer
- Costantini, Romeo (* 1944), italienischer Filmregisseur und Drehbuchautor
- Costantini, Stefano (* 1983), italienischer Unternehmer und Autorennfahrer
- Costantini, Vittorio Maria (1906–2003), italienischer Geistlicher, katholischer Bischof von Grosseto
- Costantino, Domenico (1840–1915), italienischer Bildhauer
- Costantino, Gianni (* 1971), italienischer Filmregisseur
- Costantino, Nicola (* 1951), italienischer Ingenieur und Universitätsdirektor
- Costantino, Tommaso (1885–1950), italienischer Fechter und Olympiasieger
- Costanza, Charles (* 1969), US-amerikanischer Offizier, Generalleutnant der US-Army
- Costanza, Chrissy (* 1995), US-amerikanische SängerinChrissy Costanza (* 1995)

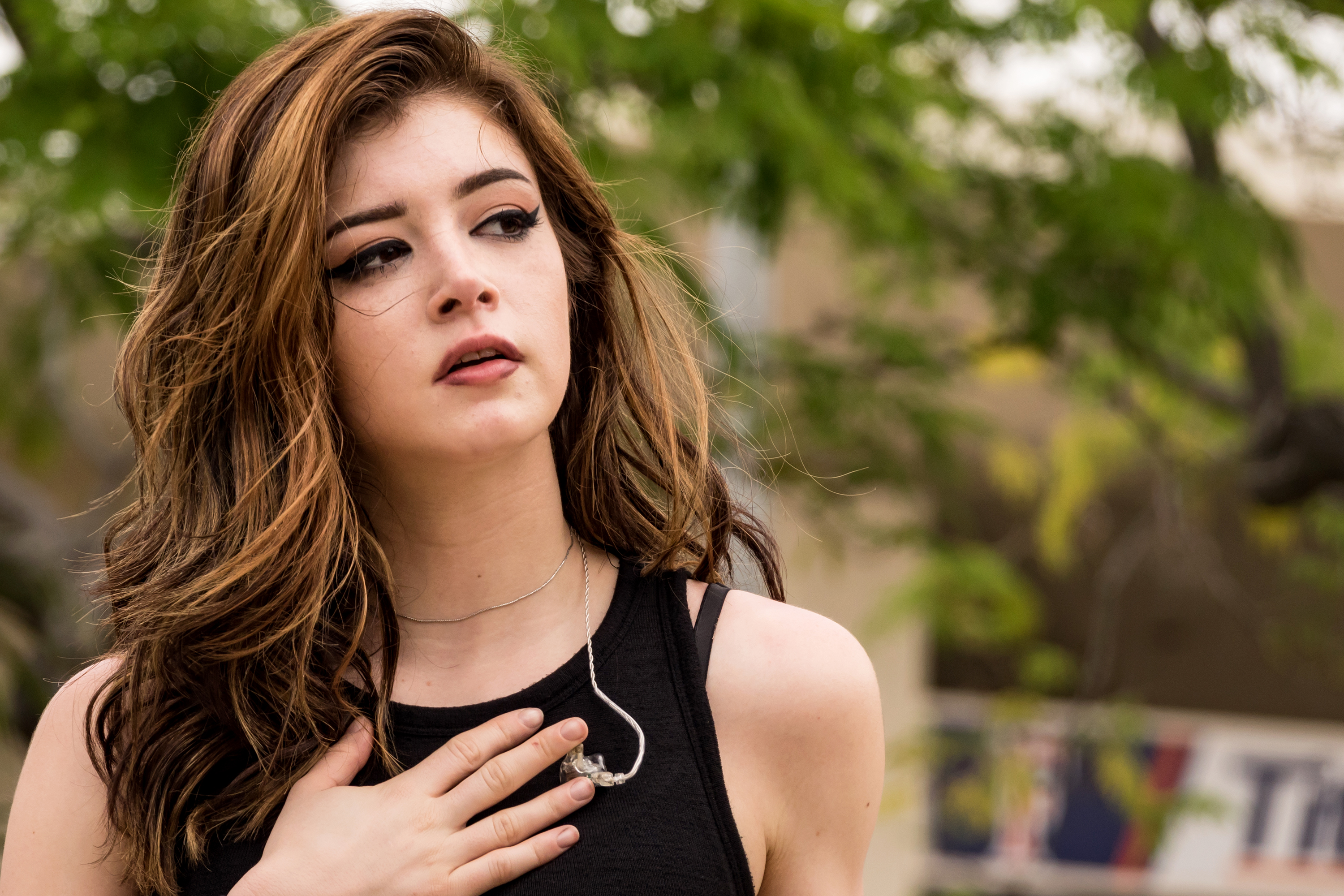
Chrissy Costanza (* 1995)

- Costanza, Fernando (* 1998), brasilianischer Fußballspieler
- Costanza, Robert (* 1950), US-amerikanischer Ökonom, Professor für ökologische Ökonomie an der Universität Vermont
- Costanza, Rouven (* 1975), deutscher Schauspieler und Theaterregisseur
- Costanzi, Giovanni Battista (1704–1778), italienischer Komponist und Cellist der Vorklassik
- Costanzo, Domenico (* 1962), italienischer Filmregisseur und -schaffender
- Costanzo, Franco (* 1980), argentinischer Fußballtorwart
- Costanzo, Giuseppe (* 1933), italienischer Geistlicher, Erzbischof von Syrakus
- Costanzo, Jack (1919–2018), US-amerikanischer Perkussionist
- Costanzo, Maurizio (1938–2023), italienischer Journalist, Fernsehmoderator, Schauspieler, Drehbuchautor, Regisseur und Schriftsteller
- Costanzo, Moreno (* 1988), schweizerisch-italienischer Fussballspieler
- Costanzo, Paulo (* 1978), kanadischer Schauspieler
- Costanzo, Robert (* 1942), US-amerikanischer SchauspielerRobert Costanzo (* 1942)

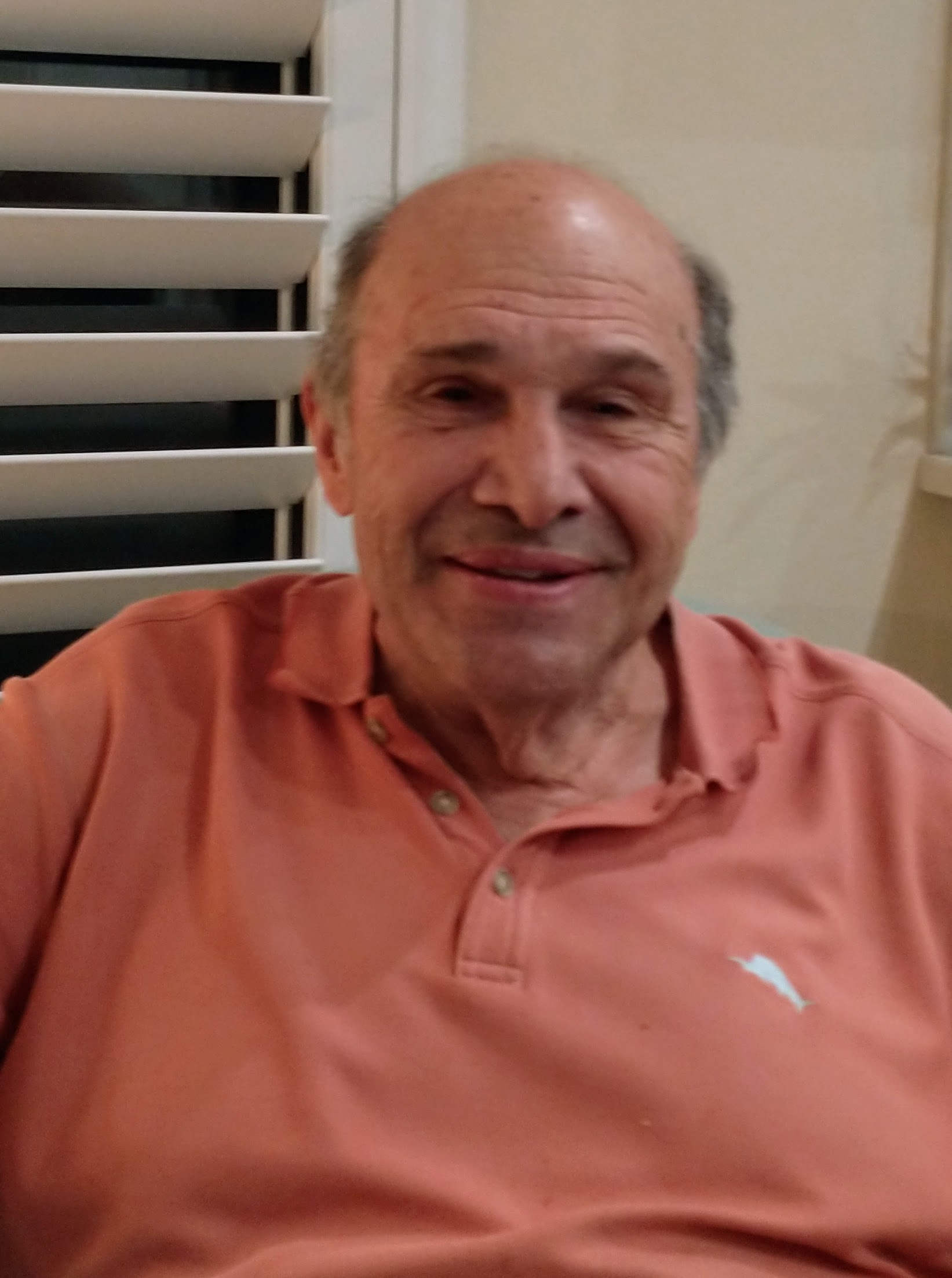
Robert Costanzo (* 1942)

- Costanzo, Saverio (* 1975), italienischer Regisseur
- Costanzo, Sonny (1932–1993), US-amerikanischer Jazzposaunist und Bigband-Leader
- Costanzo, Vivien (* 1990), deutsche Politikerin (SPD)

##### Costar
- Costar, Pierre (1603–1660), französischer Schriftsteller
- Costard, Hellmuth (1940–2000), deutscher Filmregisseur

##### Costas
- Costas Montaño, Abel (1920–2015), bolivianischer römisch-katholischer Geistlicher und Bischof von Tarija
- Costas, David (* 1995), spanischer Fußballspieler
- Costas, Jana (* 1982), deutsche Wirtschaftswissenschaftlerin
- Costas, Rubén (* 1955), bolivianischer Politiker

##### Costaz
- Costazza, Chiara (* 1984), italienische Skirennläuferin

#### Coste
- Coste, Annelise (* 1973), französische bildende Künstlerin
- Coste, Arturo (* 1927), mexikanischer Wasserballspieler
- Coste, Charles (1887–1976), französischer Politiker
- Coste, Charles (* 1924), französischer Radsportler
- Coste, David (1820–1880), deutscher Kaufmann, Fabrikant und Abgeordneter
- Coste, David (1853–1915), deutscher Althistoriker und Gymnasialdirektor
- Coste, Émile (1862–1927), französischer Fechter und Offizier
- Coste, Emmanuel (1873–1934), französischer römisch-katholischer Geistlicher und Erzbischof
- Coste, Jean Victor (1807–1873), französischer Naturforscher
- Coste, Johann Ludwig (1809–1886), Gutsbesitzer, preußischer Landrat und Provinziallandtagsabgeordneter in Pommern
- Coste, Mélanie (* 1976), französische Schauspielerin und PornodarstellerinMélanie Coste (* 1976)

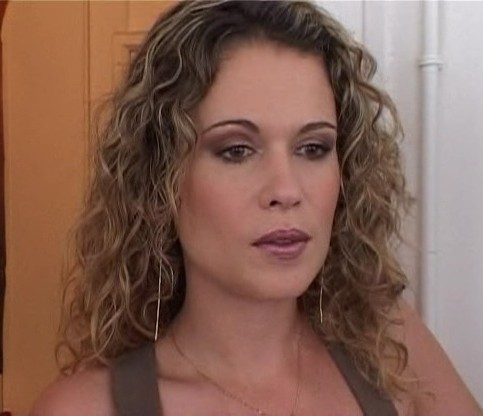
Mélanie Coste (* 1976)

- Coste, Napoléon (1805–1883), französischer Gitarrist und Komponist
- Coste, Pascal (1787–1879), französischer Ingenieur und Architekt
- Coste, Pierre (1668–1747), französischer Buchdrucker und Übersetzter
- Coste, René (1922–2018), französischer katholischer Theologe und Autor
- Coste, Victor-Laurent (1844–1923), französischer Landschafts- und Marinemaler
- Coste, Waldemar (1887–1948), deutscher Maler
- Coste, Zeno (* 1907), rumänischer Sänger
- Coste-Floret, Alfred (1911–1990), französischer Politiker, Mitglied der Nationalversammlung, MdEP und Jurist
- Costea, Alexander (* 1982), rumänisch-deutscher Regisseur, Drehbuchautor und Dramaturg
- Costea, Florea (1937–2019), rumänischer Archäologe und Althistoriker
- Costea, Florin (* 1985), rumänischer Fußballspieler
- Costea, Fred (* 1994), deutscher Schauspieler
- Costea, Ion (1912–2013), rumänischer Fußballspieler und -trainer
- Costea, Mihai (* 1988), rumänischer Fußballspieler
- Costede, Jürgen (1939–2021), deutscher Rechtswissenschaftler
- Costeira, Maria José (* 1967), portugiesische Juristin
- Costela, Hugo (* 1981), uruguayischer Fußballspieler
- Costeley, Guillaume († 1606), französischer Organist und Komponist
- Costella, Paolo (* 1964), italienischer Regisseur und Drehbuchautor
- Costello, Angelica (* 1978), US-amerikanische PornodarstellerinAngelica Costello (* 1978)

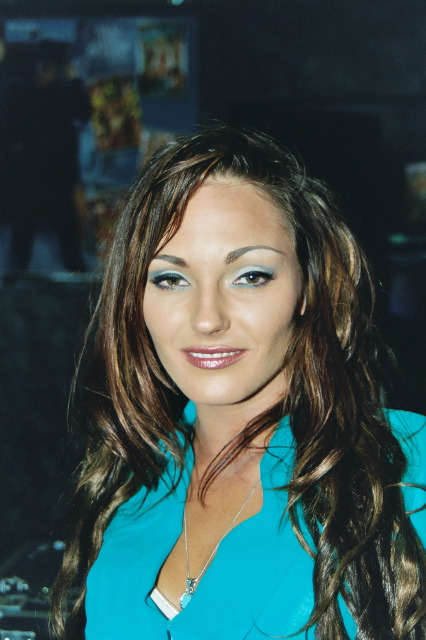
Angelica Costello (* 1978)

- Costello, Billy (1956–2011), US-amerikanischer Boxer
- Costello, Caroline, irische Juristin
- Costello, Casey (* 1966), neuseeländische Politikerin der Partei New Zealand First
- Costello, Chad (* 1986), US-amerikanischer Eishockeyspieler
- Costello, Declan (1926–2011), irischer Politiker und Jurist
- Costello, Dianna, US-amerikanische Filmproduzentin und Filmschaffende
- Costello, Dolores (1903–1979), US-amerikanische Schauspielerin
- Costello, Eileen (1870–1962), irische Politikerin, Schriftstellerin, Lehrerin und Volkskundlerin
- Costello, Elvis (* 1954), britischer Musiker
- Costello, Emer (* 1962), irische Politikerin (Irish Labour Party), MdEP, Lord Mayor of Dublin
- Costello, Frank (1891–1973), US-amerikanischer MobsterFrank Costello (1891–1973)

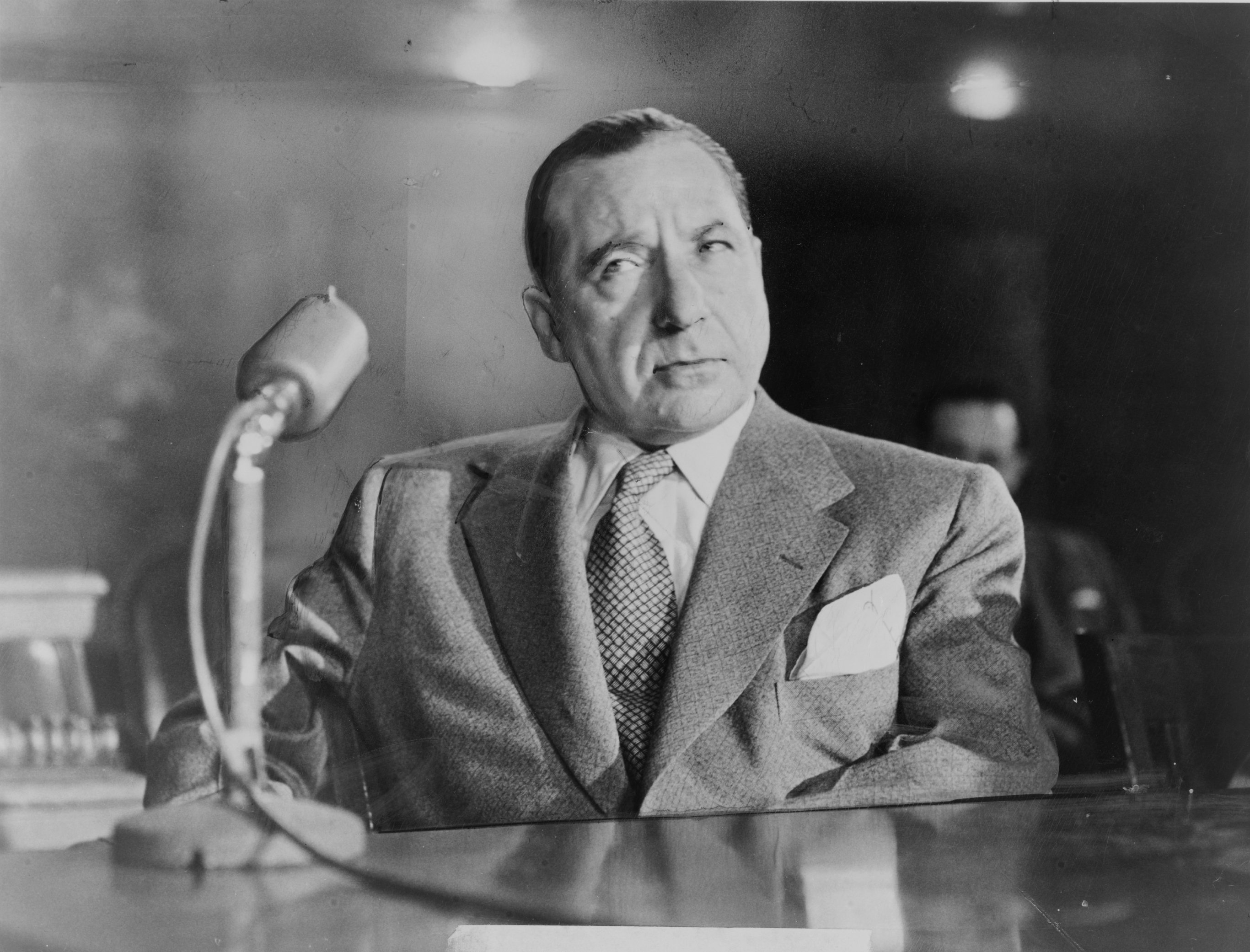
Frank Costello (1891–1973)

- Costello, Giovanni (* 1966), italienischer Künstler
- Costello, Helene (1906–1957), US-amerikanische Schauspielerin
- Costello, Jerry (* 1949), US-amerikanischer Politiker
- Costello, Joe (* 1945), irischer Politiker (Irish Labour Party)
- Costello, John (1943–1995), britischer Militärhistoriker
- Costello, John A. (1891–1976), irischer Politiker, Ministerpräsident der Republik Irland
- Costello, John M. (1903–1976), US-amerikanischer Politiker
- Costello, Kevin (* 1977), irischer Mathematiker
- Costello, Lou (1906–1959), US-amerikanischer Schauspieler, Produzent und KomikerLou Costello (1906–1959)

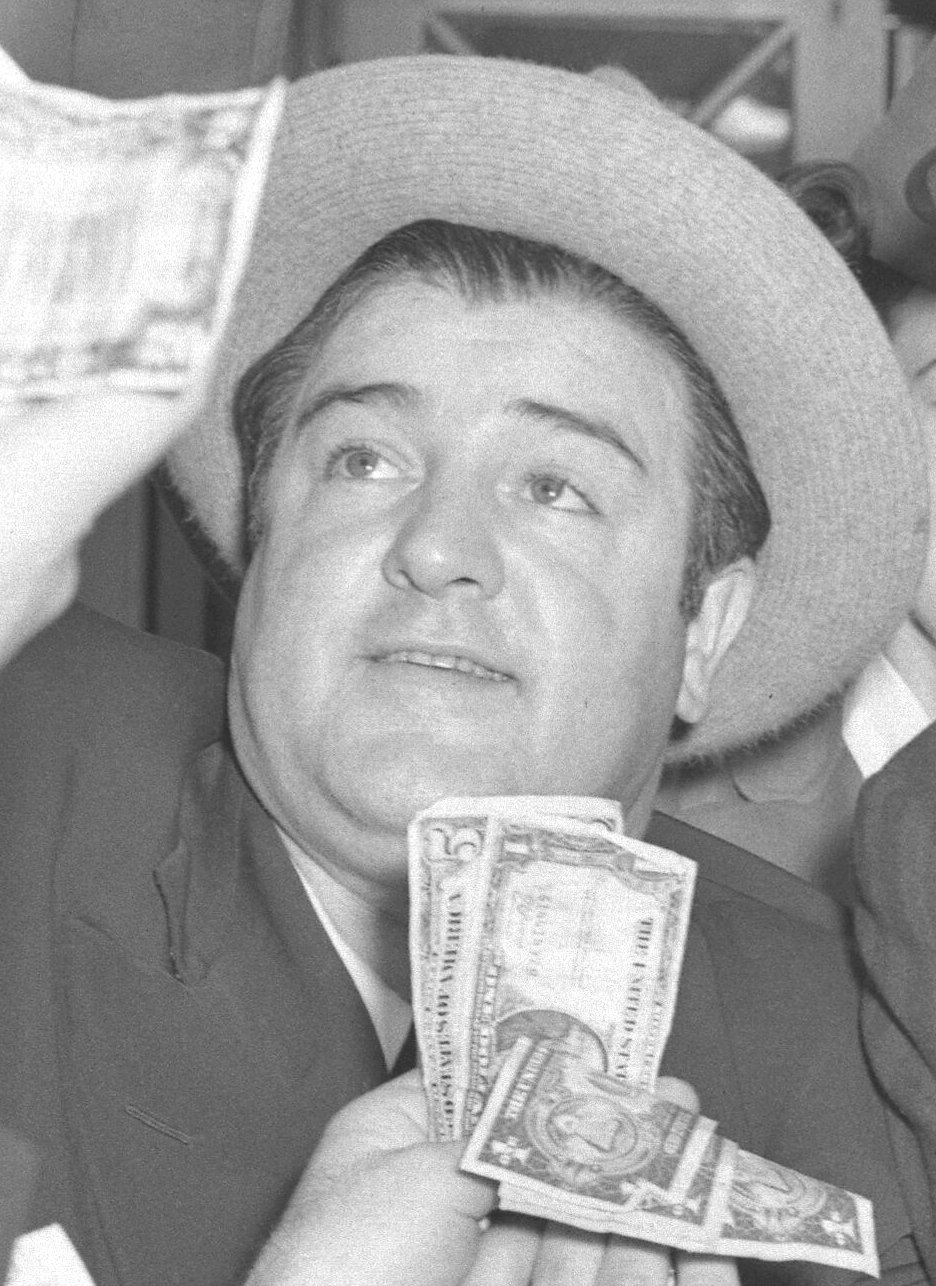
Lou Costello (1906–1959)

- Costello, Mariclare (* 1936), US-amerikanische Schauspielerin
- Costello, Matt (* 1993), US-amerikanisch-ivorischer Basketballspieler
- Costello, Matthew J. (* 1948), US-amerikanischer Autor
- Costello, Maurice (1877–1950), US-amerikanischer Schauspieler und Regisseur
- Costello, Normando A. (1905–1985), US-amerikanischer Offizier, Generalmajor der US-Army
- Costello, Patrick (1929–2014), US-amerikanischer Ruderer
- Costello, Patrick (* 1980), irischer Politiker
- Costello, Paul (1894–1986), US-amerikanischer Ruderer
- Costello, Peter E. (1853–1935), US-amerikanischer Politiker
- Costello, Peter Howard (* 1957), australischer Politiker
- Costello, Rich (* 1963), US-amerikanischer Eishockeyspieler
- Costello, Ryan (* 1976), US-amerikanischer Politiker der Republikanischen Partei
- Costello, Sean (1979–2008), US-amerikanischer Blues- und Soul-Sänger
- Costello, Stephen (* 1981), US-amerikanischer Sänger (Tenor)
- Costello, Thomas Joseph (1929–2019), US-amerikanischer Geistlicher und römisch-katholischer Weihbischof in Syracuse
- Costello, Ward (1919–2009), US-amerikanischer Schauspieler, Komponist und Texter
- Costello, William, australischer Diplomat
- Costelloe, John, irischer Politiker
- Costelloe, John (1961–2008), US-amerikanischer Schauspieler
- Costelloe, Timothy (* 1954), australischer Ordensgeistlicher und römisch-katholischer Erzbischof von Perth
- Costemalle, Julio César (* 1914), uruguayischer Schwimmer und Wasserballspieler
- Costenoble, Anna (1863–1930), deutsche Malerin und Illustratorin
- Costenoble, Johann Jakob (1766–1838), deutscher Richter und Parlamentarier
- Costenoble, Johanna (1777–1828), deutsche Theaterschauspielerin
- Costenoble, Karl (1837–1907), österreichischer Bildhauer und Politiker, Landtagsabgeordneter
- Costenoble, Karl Ludwig (1769–1837), deutscher Schauspieler, Regisseur und Schriftsteller
- Costeo, Giovanni (1528–1603), italienischer Mediziner, Botaniker und Chemiker
- Coster, Adam de († 1643), flämischer Maler
- Coster, Barry, australischer Radrennfahrer
- Coster, Claudine (* 1939), französische Schauspielerin
- Coster, Dirk (1889–1950), niederländischer Physiker
- Cöster, Eduard (1814–1886), deutscher Jurist, Mitglied der kurhessischen Ständeversammlung
- Cöster, Georg Friedrich (1780–1839), deutscher Verwaltungsbeamter und Landrat des Landkreises Hanau (1821–1839)
- Cöster, Karl (1815–1879), deutscher Landrat und Mitglied des Preußischen Abgeordnetenhauses
- Coster, Laurens Janszoon, Küster an der Parochialkirche in Haarlem und Mitglied des Großen Rates, Schöffe, städtischer Schatzmeister
- Coster, Nicolas (1934–2023), britischstämmiger, US-amerikanischer Schauspieler
- Cöster, Norman (* 1975), deutscher Drehbuchautor, Schauspieler und RegisseurNorman Cöster (* 1975)

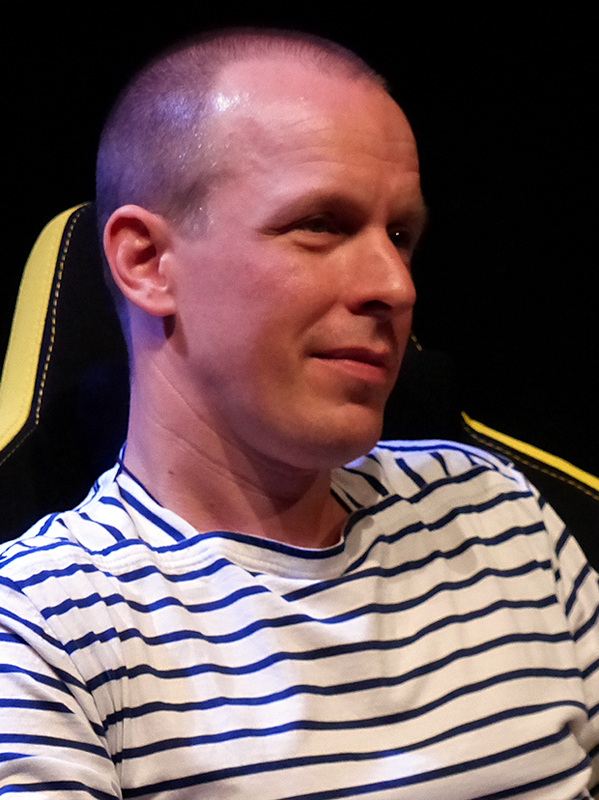
Norman Cöster (* 1975)

- Cöster, Oskar (* 1949), deutscher Autor philosophischer und literarischer Werke
- Coster, Ritchie (* 1967), britischer Schauspieler
- Coster, Salomon († 1659), niederländischer Uhrmacher
- Coster, Samuel (1579–1665), niederländischer Schriftsteller
- Coster, Theo (1929–2019), niederländischer Klassenkamerad Anne Franks, Spieleerfinder, Autor, Filmemacher
- Coster, Tom (* 1941), US-amerikanischer Keyboarder und Songwriter
- Coster-Waldau, Nikolaj (* 1970), dänischer SchauspielerNikolaj Coster-Waldau (* 1970)

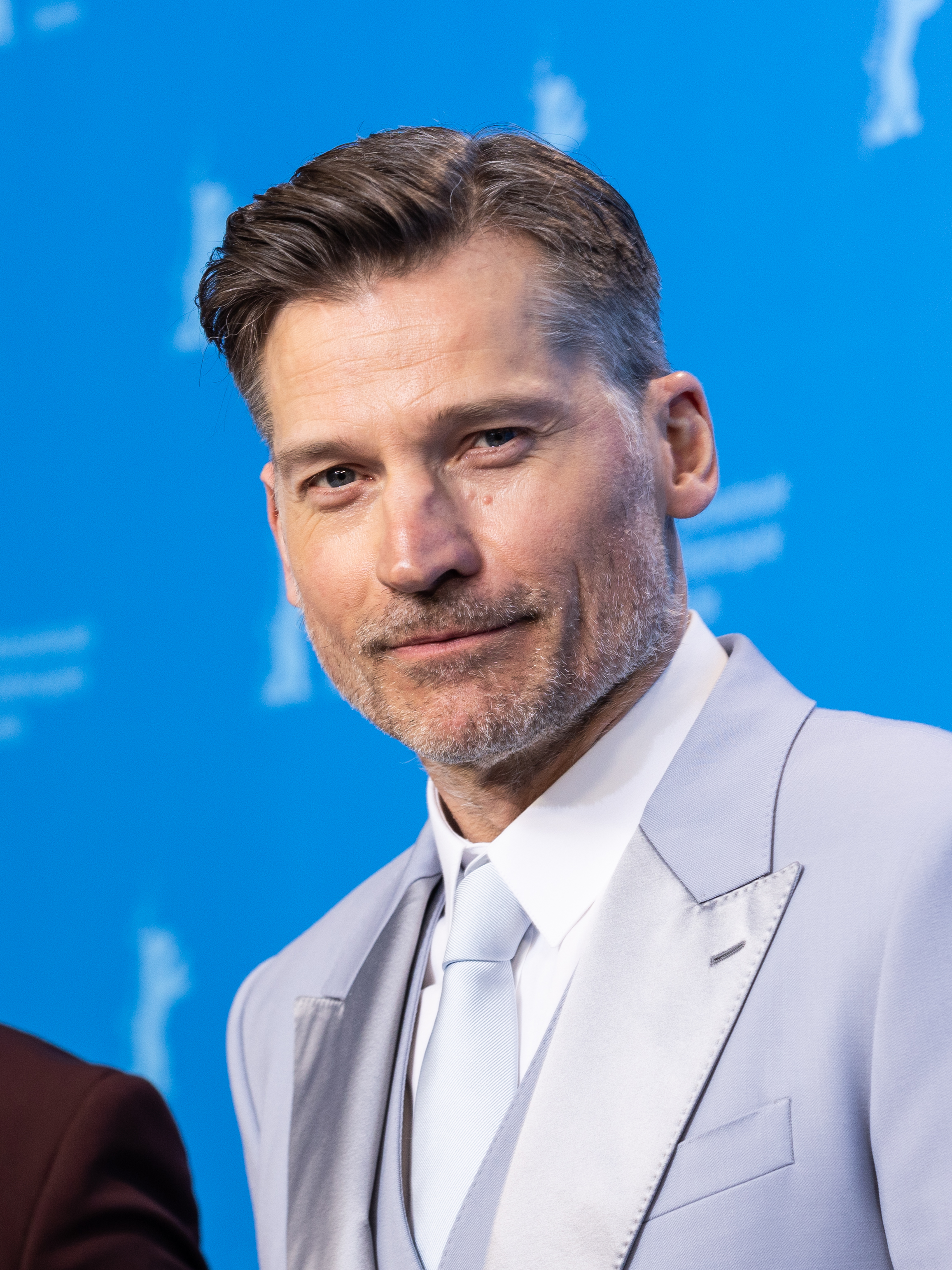
Nikolaj Coster-Waldau (* 1970)

- Coster-Waldau, Nukâka (* 1971), grönländische Schauspielerin
- Costermans, Paul (1860–1905), belgischer Vizegouverneur des Kongo-Freistaats
- Costes, Alyzée (* 1994), französische Theater- und Filmschauspielerin
- Costes, Antony (* 1989), französischer Triathlet
- Costes, Dieudonné (1892–1973), französischer Pilot
- Costes, Jean-Louis (* 1954), französischer Performance-Künstler, Sänger, Schauspieler und Filmregisseur
- Costetti, Giovanni (1874–1949), italienischer Maler

#### Costi
- Costian, Daniela (* 1965), australische Leichtathletin
- Costie, Candy (* 1963), US-amerikanische Synchronschwimmerin
- Costier, Henri de (1901–1989), französischer Autorennfahrer
- Costigan, Edward P. (1874–1939), US-amerikanischer Politiker (Demokratische Partei)
- Costigan, Michael, US-amerikanischer Filmproduzent
- Costigliolo, Carlo (1893–1968), italienischer Turner
- Costigliolo, Luigi (1892–1939), italienischer Turner
- Costil, Benoît (* 1987), französischer Fußballtorhüter
- Costilhes, Henri (1916–1995), französischer Diplomat
- Costilla Sánchez, Jorge Eduardo (* 1971), mexikanischer Drogenboss
- Costin, Alec (1925–2022), australischer Ökologe
- Costin, Frank (1920–1995), englischer Aerodynamiker und Konstrukteur von Rennsportwagen
- Costin, Mike (* 1929), britischer Motorenbauer
- Costin, Miron (1633–1691), moldauisch-rumänischer Historiker und Politiker
- Costin, Nicolae (1936–1995), moldauischer Politiker; Bürgermeister von Chișinău
- Costin, Raul (* 1985), rumänischer Fußballspieler
- Costin, Sergiu (* 1978), rumänischer Fußballspieler
- Costin, Sue (1944–1971), australische Schauspielerin und Schwimmerin
- Costine, Didi (* 2004), US-amerikanische Filmschauspielerin und Kinderdarstellerin
- Costinha (* 1974), portugiesischer FußballspielerCostinha (* 1974)

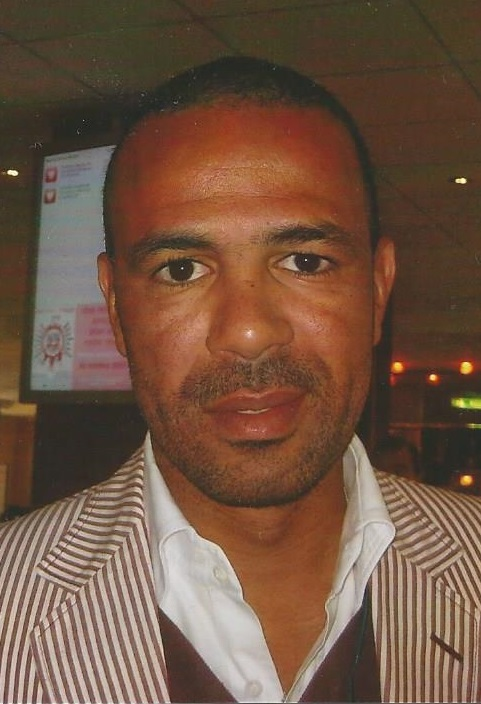
Costinha (* 1974)

- Costiou, Ewen (* 2002), französischer Radsportler

#### Costl
- Costle, Douglas M. (1939–2019), US-amerikanischer Politiker, Administrator der Environmental Protection Agency
- Costly, Carlo (* 1982), honduranischer Fußballspieler
- Costly, Marcel (* 1995), deutscher Fußballspieler

#### Costn
- Costner, Annie (* 1984), US-amerikanische Schauspielerin
- Costner, Kevin (* 1955), US-amerikanischer Schauspieler, Filmproduzent und RegisseurKevin Costner (* 1955)

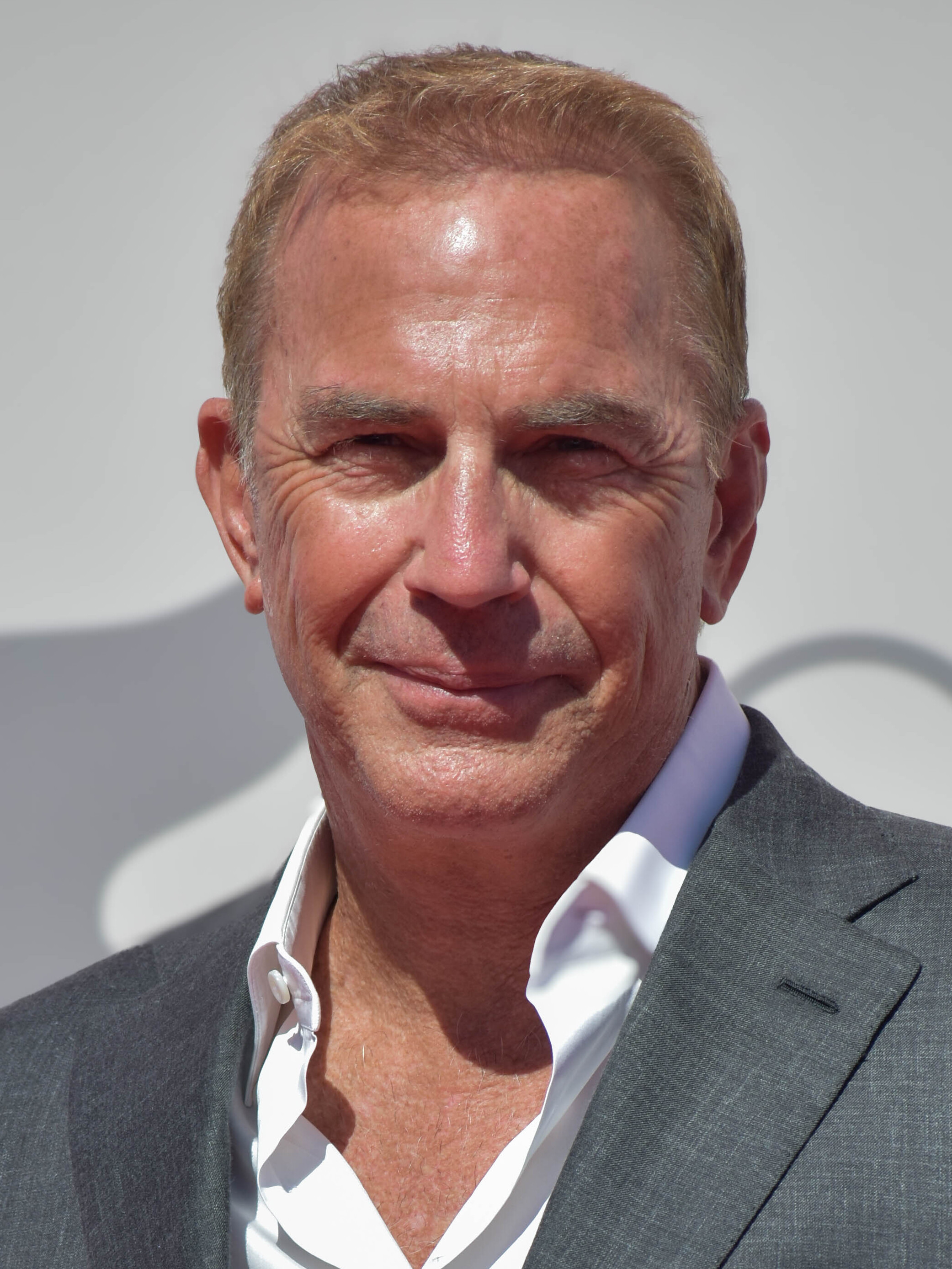
Kevin Costner (* 1955)

#### Costo
- Costoli, Aristodemo (1803–1871), italienischer Bildhauer und Maler
- Costoli, Paolo (1910–1966), italienischer Schwimmer
- Costolo, Dick (* 1963), US-amerikanischer Informatiker und Manager
- Coston, Martha (1826–1904), amerikanische Erfinderin und Geschäftsfrau
- Costos, James (* 1963), US-amerikanischer Diplomat
- Costoulas, Sofia (* 2005), belgische Tennisspielerin
- Costoya Rodríguez, Alejandro (* 1993), spanischer Handballspieler

### Cosw
- Cosway, Maria (1760–1838), englisch-italienische Malerin, Radiererin und Pädagogin
- Cosway, Richard (1742–1821), englischer Porträtmaler

### Cosy
- Cosyns, Max (1906–1998), belgischer Physiker, Erfinder, Entdecker und Höhlenforscher
- Cosyns, Tanguy (* 1991), belgischer Hockeyspieler